# Литература Тайваня
Литература Тайваня хронологически делится на четыре периода: цинский, японский, авторитарный и демократический. В цинский период было создано лишь несколько произведений. Во время японской оккупации (1895—1945) разрешена была только литература на японском языке, после чего литературу на японском и все колониальные произведения запретил Гоминьдан. 1950—1960-е были временем модернизма в тайваньской литературе, который в 1970-х сменился реализмом с националистическим уклоном. В КНР литература Тайваня попала в 1985—1995 годах. Демократические преобразования 1980-х и 1990-х нашли своё отражение в произведениях, где переосмыслялось как японское владычество, так и период гоминьданского авторитаризма.
Существует два философских подхода: литература Тайваня может считаться как традицией отдельной независимой территории, так и частью китайской литературы, куда также входят произведения с территорий, не входивших в состав материкового Китая, таких как Британский Гонконг, Португальский Макао, Сингапур и произведения диаспоры. Сам термин «тайваньская литература» вошёл в обиход только в начале 1980-х годов.

## Цинский Тайвань
До японской колонизации на Тайване находилась колония Цинской империи. Остров был заселён в основном коренными тайваньцами, не использовавшими письменности и создававшими на своих языках только устные произведения. Небольшое китайское население острова создавало тексты на классическом китайском языке в XVII столетии, но они не сформировали собственной традиции.

## Японский Тайвань

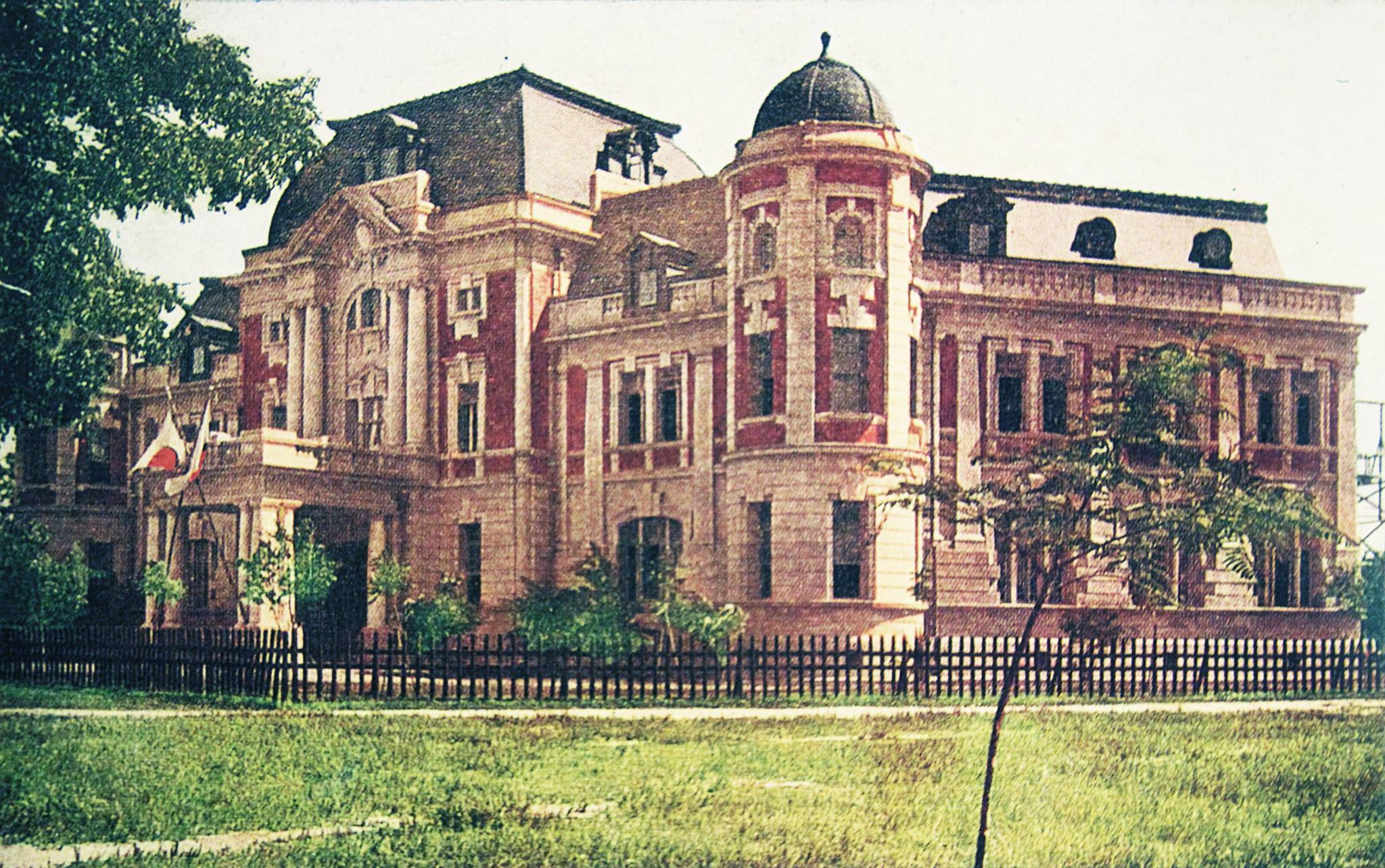
Здание провинциальной администрации в Тайнане, построенное в 1912 году

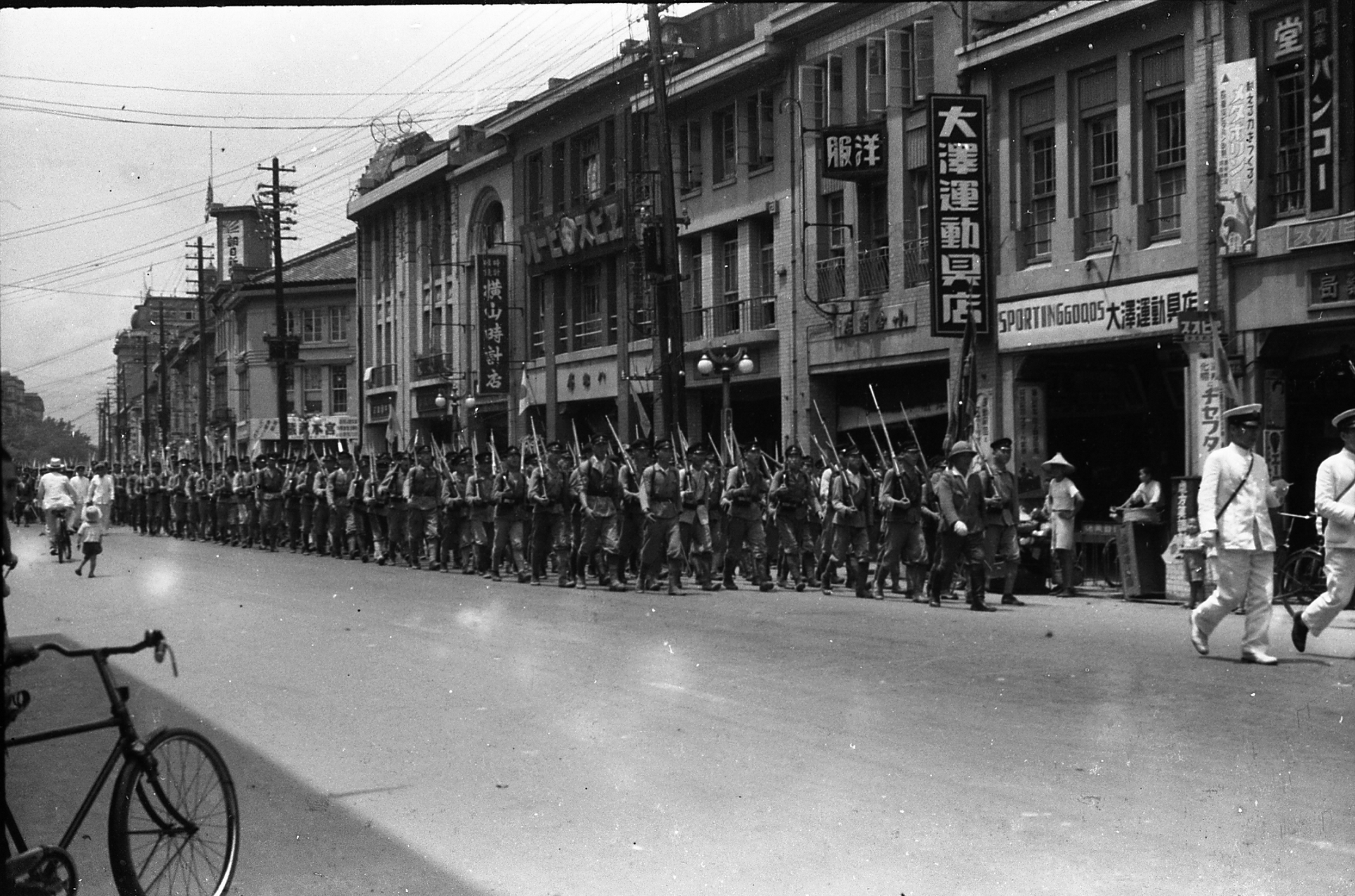
Парад молодёжи в начале 1940-х

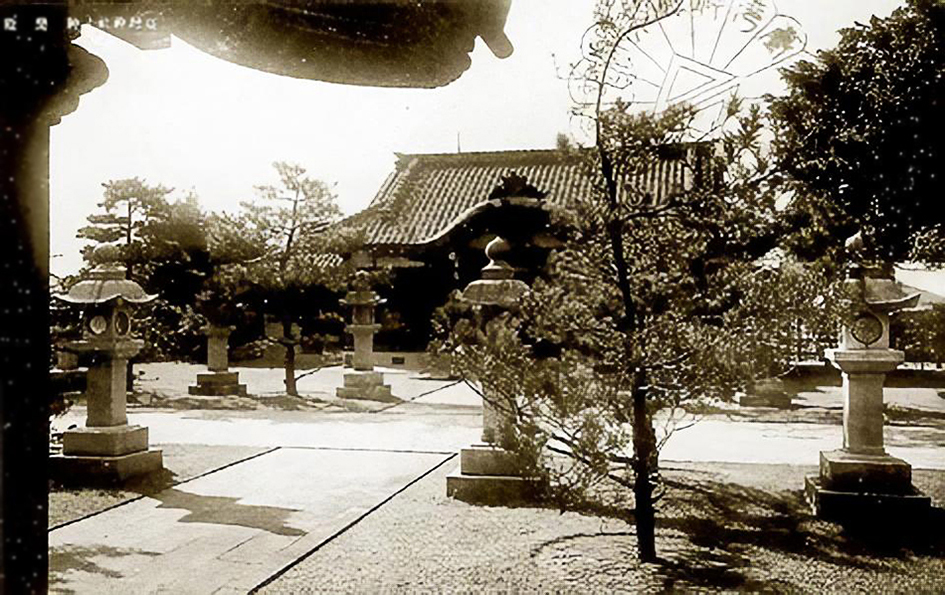
Главное синтоистское святилище Тайваня

Тайвань стал колонией Японии по условиям Симоносекского мирного договора в 1895 году. Японские власти сразу начали реформу образования (переведённого с тайваньского на японский язык) и политику ассимиляции, однако первые несколько десятилетий она была относительно мягкой, к примеру, в газетах сохранялись фрагменты на китайском. Точкой отсчёта существования тайваньской литературы обычно принимается именно середина 1920-х годов.
В 1937 году колониальная политика ужесточилась: цензура стала строже, а все китайские языки были запрещены, исключение делалось лишь для поэзии на вэньяне; все тайваньские писатели были вынуждены перейти на японский и писать только на нём вплоть до 1945 года. Все жители острова были обязаны принять японские имена.
Одним из самых активных авторов военного времени был Чжан Вэньхуань, который является политически противоречивой фигурой: с одной стороны, он в 1941 году основал журнал «Китайская литература» в пику журналу «Литература и искусство Тайваня», открытому японцем Мицуру Нисикавой; этот журнал печатал произведения тайваньцев, не желавших сотрудничать с властями. С другой, он входил в колониальную Ассоциацию верноподданных и участвовал в правительственных конференциях как представитель Тайваня. Его самое известное произведение — роман воспитания «Камелия», также он основал Общество изучения театрального искусства Хоушэн. Во время Второй мировой войны давление японской администрации усилилось, и даже такие писатели как Люй Хэжо и Ян Куй, включавшие критику в свои произведения ранее, начали писать пропагандистские работы.
После оккупации Пекина Японией в 1937 году литературная жизнь в нём замерла, многие писатели эмигрировали, но в это же время там творили тайваньские авторы, в том числе «три мушкетёра Тайваня»; Чжан Воцзюнь, Хун Яньцю и Чжан Шэньце) и более молодой Чжун Лихэ. Тайваньцы этого периода бежали на большую землю от японской оккупации, начавшейся в 1895 году, однако многие из них столкнулись в Пекине с дискриминацией. К тому времени на материке уже были известны Люй Хэжо и Ян Куй. Японская администрация открыла Тайваньское общество деятелей искусства, которое должно было следить за превращением тайваньцев в верных подданных японского императора.
В 1942 году появилось Общество серебряного колокольчика, основанное одноклассниками Чжан Яньсюнем, Чжу Ши и Сюй Цинши. Общество издавало собственный журнал, в котором печатали в основном детские стихи, танки, хайку и современную поэзию, а также литературную критику; в 1947 году журнал временно закрылся, однако через год снова стал выпускаться под новым названием, под которым вышло ещё 5 выпусков. Закрытие журнала в 1949 году произошло в связи с арестом всех членов Общества (и последующим заключением некоторых из них в тюрьму).
Важной фигурой этого периода был также У Чжо-лю, создавший произведения «Мать доктора» и «Азиатская сирота», в которых обсуждается негативное влияние колонизации на тайваньское население.

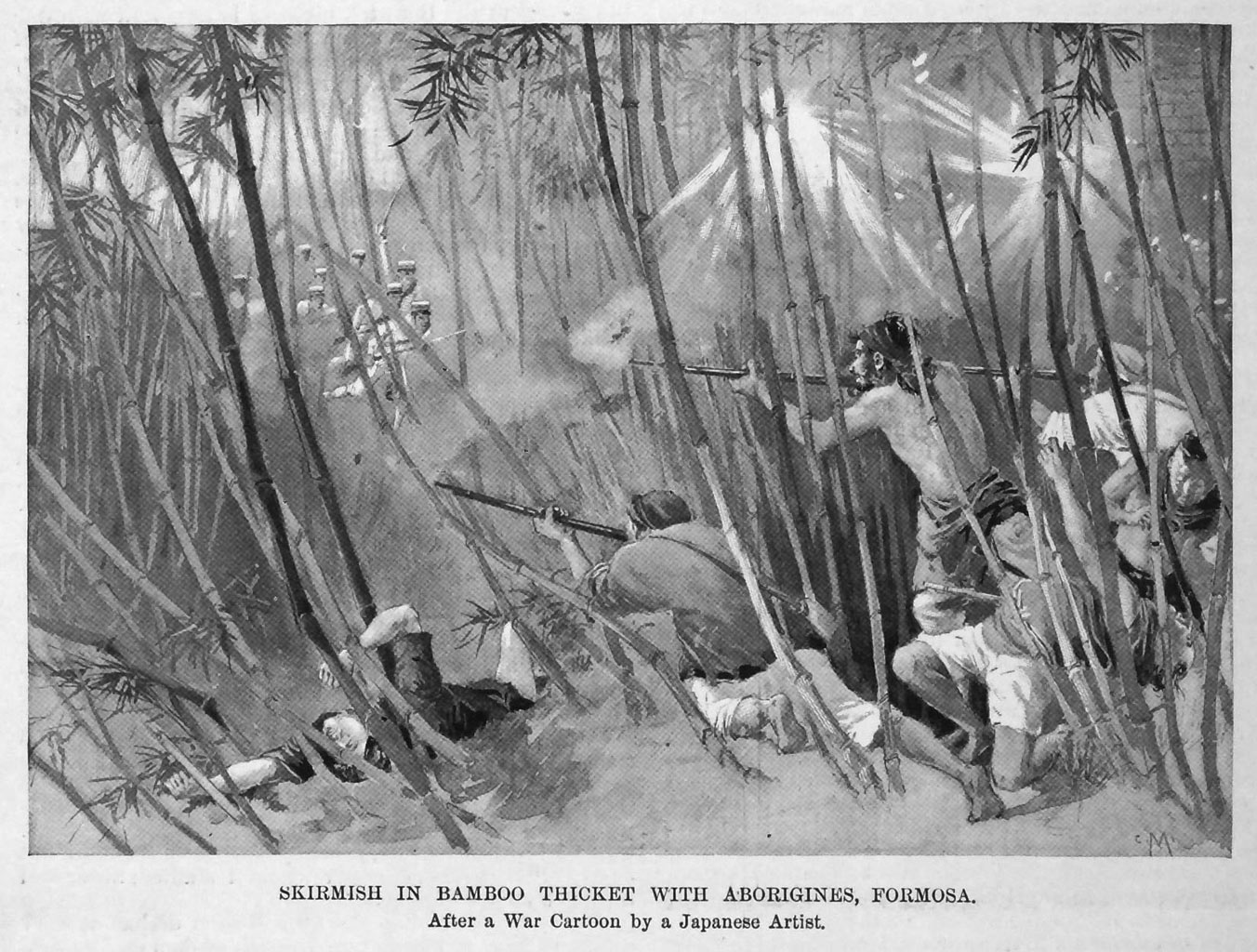
Картина, изображающая сопротивление коренного населения японской экспансии, 1895 год
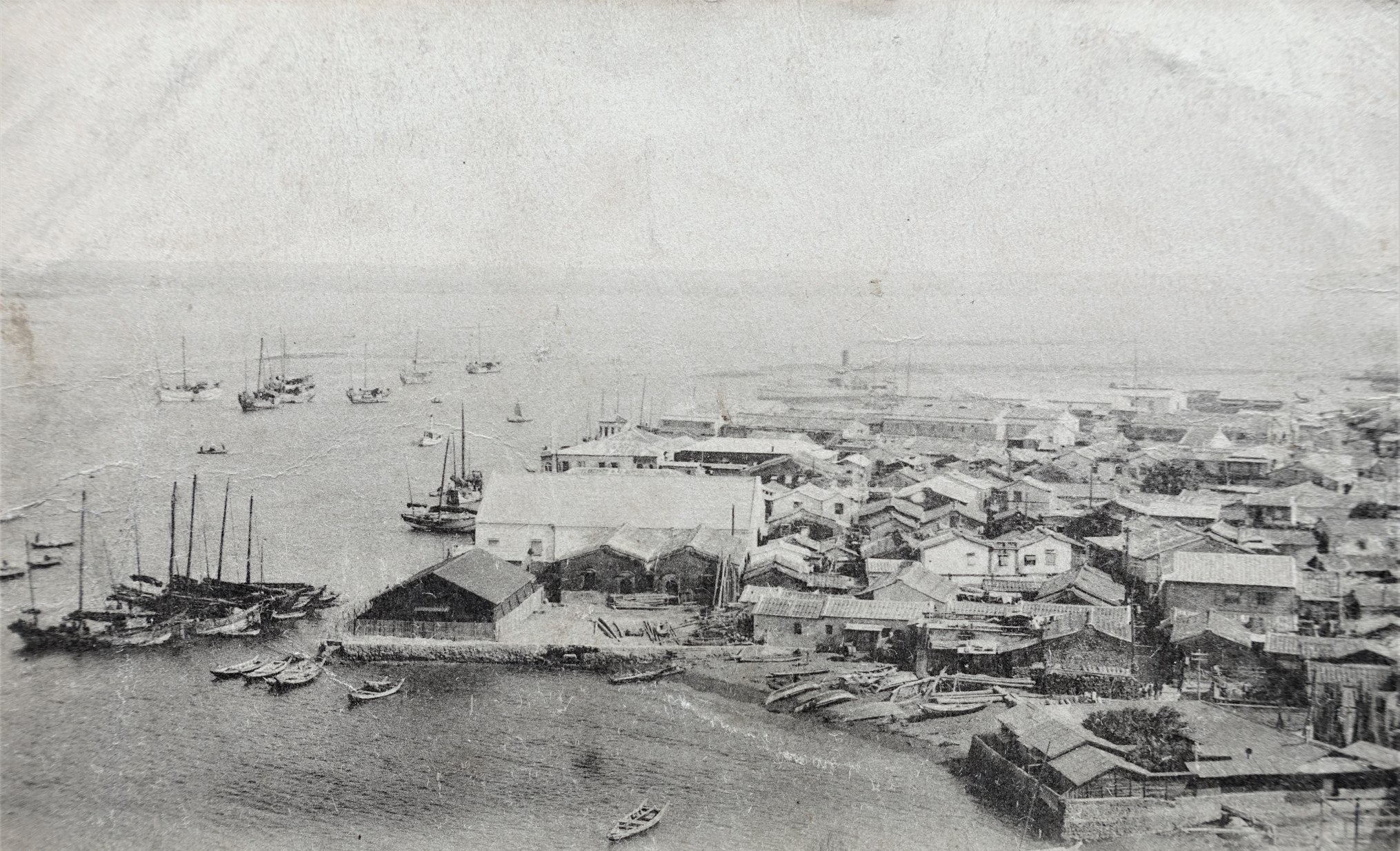
Гаосюнская гавань в 1910-е годы
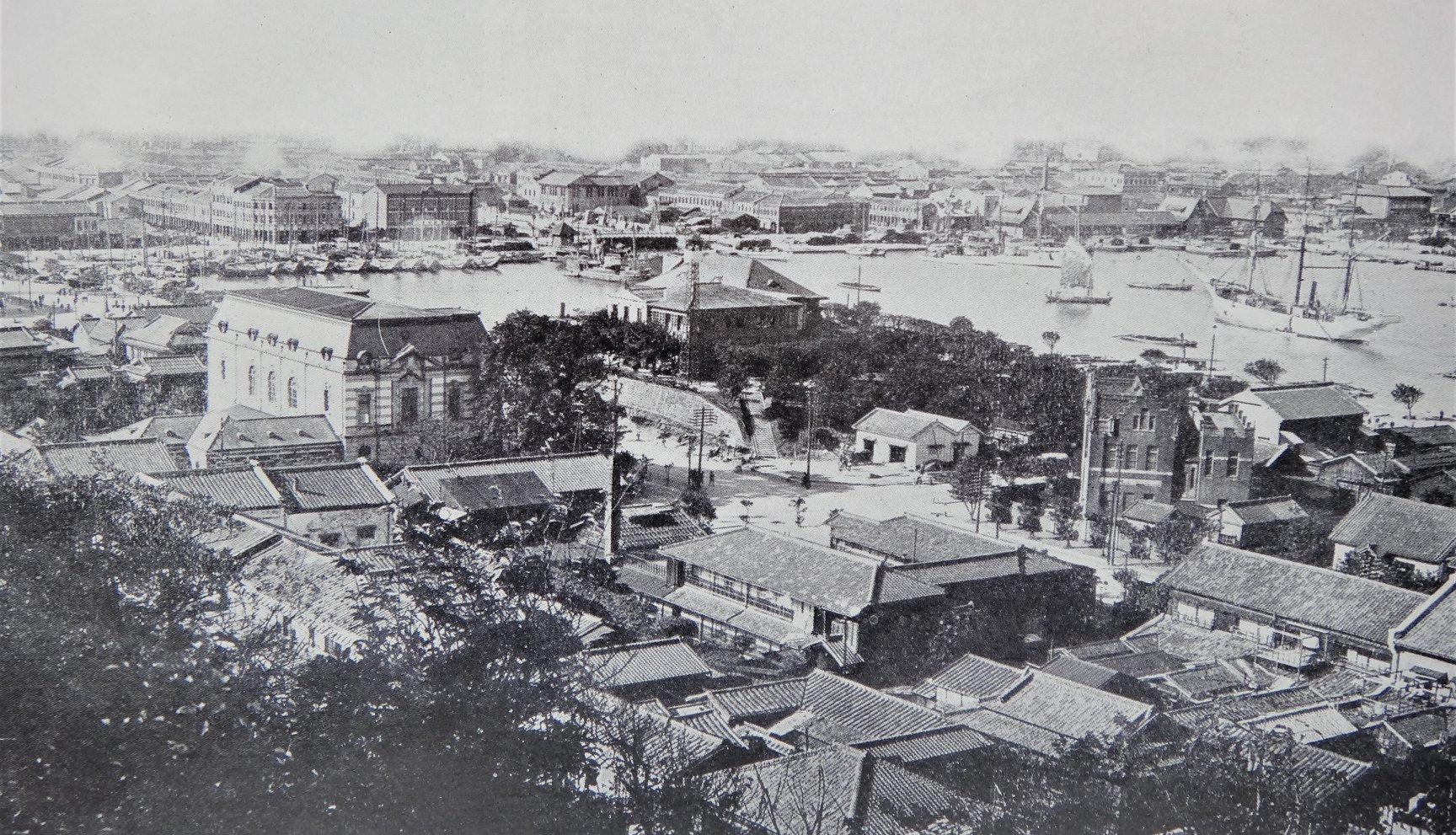
Окрестности цзилунского порта, 1930-е
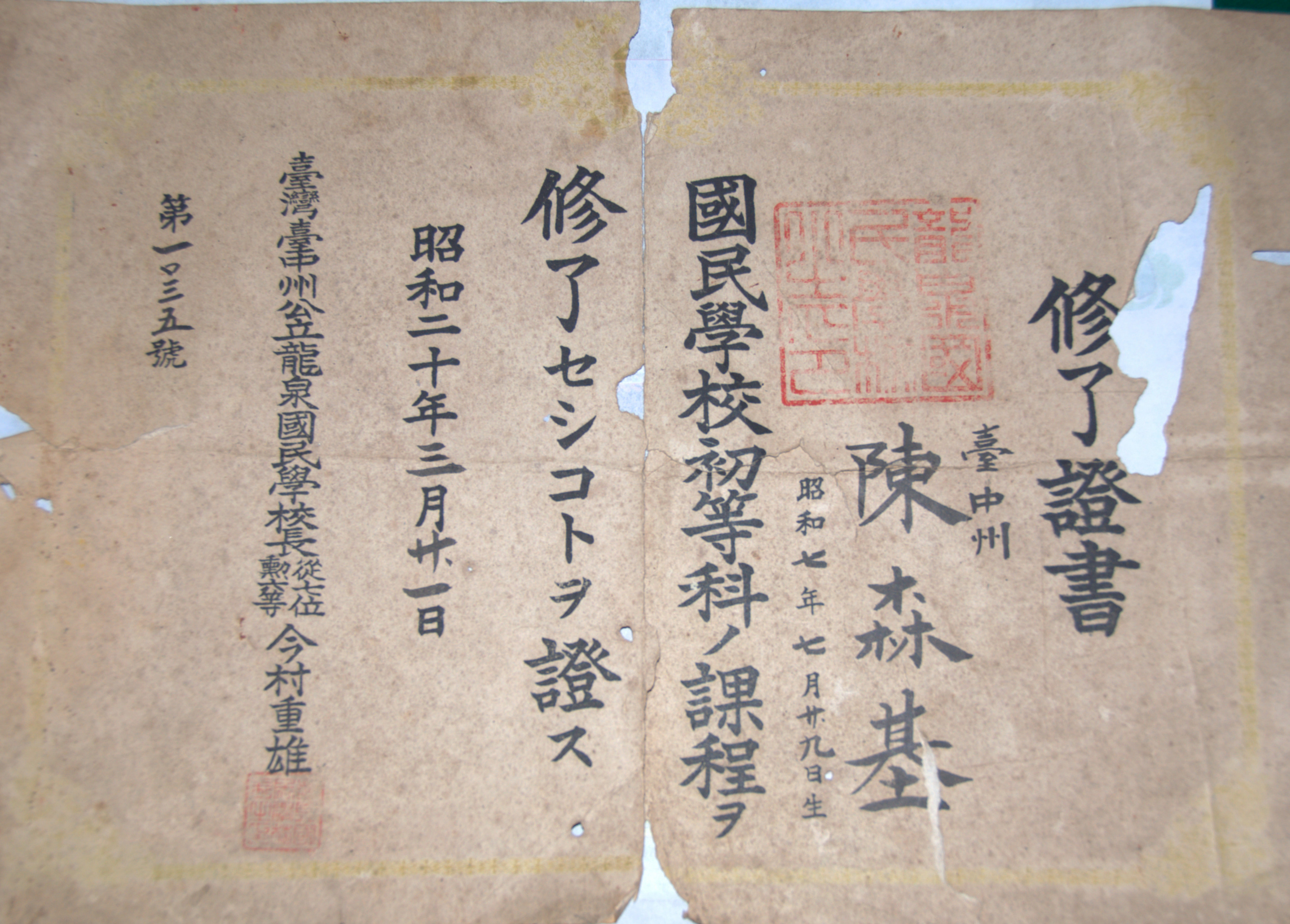
Школьный аттестат тайваньской начальной школы, написанный на японском языке, 1932 год

## Авторитаризм

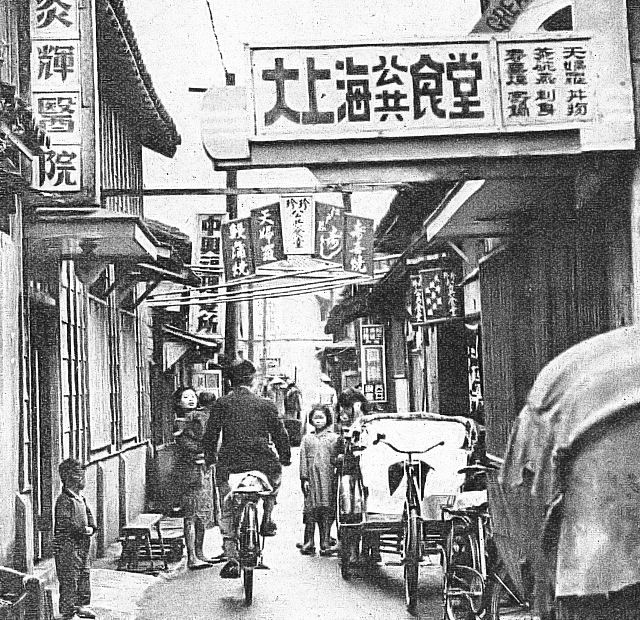
Улица в Тайбэе, 1951 год

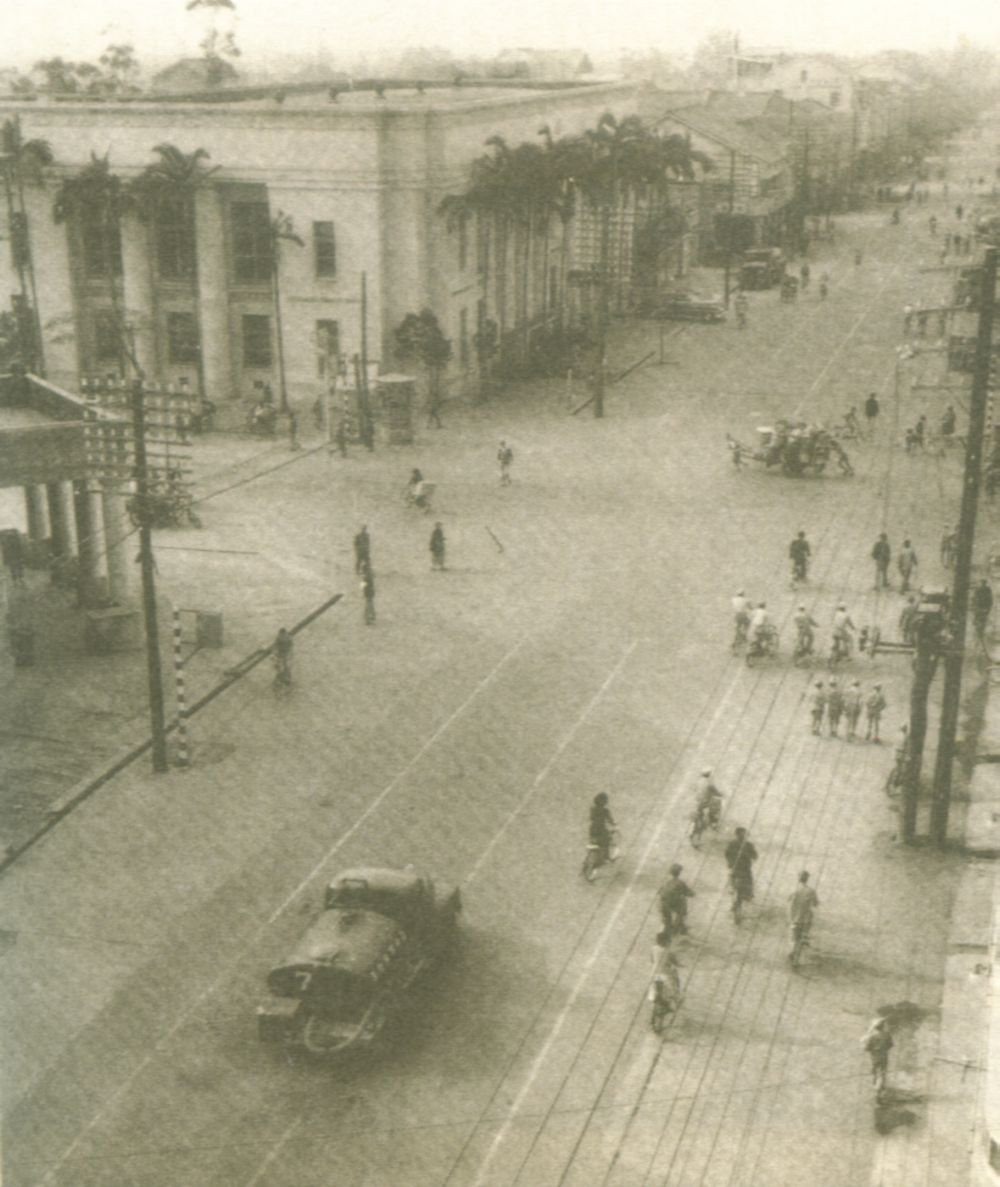
Тайчжун в 1950-х

Гоминьдан изначально рассматривал перемещение на Тайвань как временное отступление для перегруппировки и последующего восстановления власти на материковой части Китая, однако быстро стало понятно, что они задержатся на острове. После бегства Чан Кайши на Тайвань там начались преследования оппозиции, называющиеся Белый террор. Открывшиеся было двуязычные журналы и газеты были быстро запрещены вследствие новой антияпонской политики, также в стране сильно ускорилась инфляция, выросла безработица, а снабжение шло с перебоями; армия расстреляла несколько десятков тысяч участников антиправительственного выступления в 1947 году.
Власти Тайваня также внимательно следили за мобилизационными кампаниями деятелей искусства, проводившимися в КНР, и организовали собственную цензуру всей литературы, включая запрет на все колониальные произведения. Писателей, не вернувшихся с материка после гражданской войны, запретили, а за чтение «коммунистической» литературы полагались арест и тюремное заключение, что отрезало молодое поколение от всей существовавшей до того литературной традиции Тайваня. Литературную элиту этого периода составили писатели, близкие к Гоминьдану.
Люй Хэжо, которого называли «талантливейшим человеком Тайваня», был социалистом, и, в 1979 году, после начала арестов левых активистов Гоминьданом, он бежал в горы Люкушань, где умер от укуса ядовитой змеи. Ян Куй отбыл срок в японской тюрьме, после чего несколько раз сидел в тюрьмах при Гоминьдане. Тюрьмы не избежал и Чжан Вэньхуань, Чжу Дяньжэнь был казнён, а за У Синьжуном власти установили слежку.
В послевоенные годы основная литературоведческая модель острова фокусировалась на представлении Тайваня как «другого Китая», аналогично противопоставлению «коммунистического Китая» — «свободному». Тайвань, таким образом, становился эдаким Китаем, в котором не произошла революция. Впоследствии многие учёные стали относиться к Тайваню как к «заменителю Китая», подходящему для того, чтобы делать на его материале обобщения о Китае в целом.

### 1950-е
Запрет на японский язык, введённый в 1946 году, оставил многих писателей без возможности творить: значительное их число не владело китайским в достаточной степени для того, чтобы писать на нём, они были вынуждены либо писать в стол на японском (некоторые публиковались в Японии), либо осваивать китайский. Некоторые вовсе оставили литературу: Тай Цзиннун трижды оказывался в тюрьме из-за своих связей с писателями КНР и в итоге решил перестать писать художественные произведения. Требование использовать только севернокитайский язык ударило также по авторам из коренного населения.
В 1953 году Чан Кайши выпустил распоряжение считать национализм главным принципом литературы Тайваня и уничтожать «жёлтые» (порнографические), «красные» (коммунистические) и «чёрные» (нездоровые) произведения. Позже это распоряжение легло в основу Движения за очищение культуры.
Правительство поощряло распространение идеологически благонадёжной литературы, в особенности среди трёх целевых социальных групп: военных, молодёжи и женщин. В армии начали проводить конкурсы и выдавать премии за лучшие произведения, у большинства военных частей был свой литературный журнал; вследствие этих усилий из армейских кругов вышли такие писатели как Юань Дэсин и Инь Ди. Работой с молодёжью занимались Китайский молодёжный антикоммунистический корпус и Китайская ассоциация молодых писателей, с женщинами — Китайская ассоциация писательниц. Общенационально этим занималась Китайская ассоциация литературы и искусства, созданная в 1950 году, ровно через десять лет после основания Тайваньского общества деятелей искусства японской колониальной администрацией. Авторов произведений с националистическими и антикоммунистическими идеями в 1650—1957 годах щедро награждал особый комитет.
В это время на Тайване писательством занимались преимущественно недавние эмигранты. Из армейской среды вышли новые «три мушкетёра», писавшие художественную литературу: Чжу Синин, Сыма Чжунъюань и Дуань Цайхуа. Первые два создали произведения о потерянной родине на севере Китая, где ещё сильны традиции; Гоминьдан оценил оба произведения положительно, и Сыма остаётся крайне популярным писателем на Тайване. Тема ностальгии в это время получает бурное развитие: популярный поэт этого времени, Юй Гуанчжун, создал стихотворения «Ностальгия» и «Четыре строфы ностальгии»; о том же повествуют романы «Глупец в заводях» Чэнь Цзиина, «Сестрица Ляньи» Пань Жэньму, «Ревущие воды реки Ляохэ» Цзи Гана, «Отзвук» Сюй Чжунпэй, «Сказ о слезах и крови» Ляю Цинсюя и Лазурь и тьма Ван Ланя. Популярный журналист антикоммунистического периода Пэн Гэ написал более двух десятков нехудожественных книг и сделал множество переводов.
«Сестрица Ляньи» посвящена истории разделённой между двумя Китаями семьи, рассказаной заглавной героиней, которая уехала на материк; при этом для второго издания Пань переписала вторую часть книги, сделав рассказчицей саму Ляньи, а не её двоюродную младшую сестру, и добавила предисловие, в котором осуждала Коммунистическую партию Китая. Роман «Лазурь и тьма» Ван Ланя повествует о медсестре-сироте, которую изнасиловал начальник, после чего она уходит из больницы и зарабатывает пением, а затем воссоединяется со своим любовником-солдатом, чья жена ушла от него к другому. По роману был поставлен популярный фильм, спектакль и телесериал. Ещё одно популярное произведение этих лет — «Вихрь» Цзян Гуя, в котором писатель сравнивает коммунизм с вихрем, уничтожающим всё на своём пути и оставляющим людей ни с чем.
Популярность жанров лирической прозы и эссе значительно возросла, в них творило множество писательниц, в частности, Чжан Сюя, Чжун Мэйинь, Ай Вэнь и Ци Цзюнь; последняя написала более 20 книг и добилась большой популярности на Тайване.

### Модернизм и другие течения в поэзии
Поддержка Гоминьданом США привела к тому, что к культурному влиянию с Запада власти Тайваня относились вполне благосклонно. На Тайвань проник модернизм, отозвавшийся многим знакомыми нотами; поэт Цзи Сянь основал сперва журнал Современная поэзия, а затем и Школу модернизма, в которую входило до ста писателей и поэтов, самыми активными из которых были Линь Хэнтай и Фан Сы.
В ответ на интеллектуальную поэзию модернистов несколько Цинь Цзыхао, Ю Гуанчжун, Ся Цзин и Дэн Юйпин сформировали общество поэзии «Голубая звезда», целью которого было не возрождение традиционных поэтических форм, а создание лирических стихотворений.
Ещё одно поэтическое общество создали трое моряков, размещённых в Гаосюне, Чжан Мо, Я Сянь и Ло Фу; они назвали его Общество «Бытие», заявив, что будут писать «сюрреалистическую» поэзию, что на практике означало любые экспериментальные произведения. Все три поэтических общества объединяло желание творческого самовыражения вне господствующих идеалов антикоммунистической литературы и традиционалистских произведений.
Одной из причин большой популярности модернизма было то, что у интересовавшихся литературой жителей Тайваня не было возможности ознакомиться с более ранними, довоенными работами соотечественников, и копирование западного модернизма оказалось доступной альтернативой. В целом отношение к модернизму на Тайване оставалось отрицательным вплоть до отмены военного положения в 1987 году, когда его роль начали переосмысливать. Почвенники же стремились к «возвращению» из добровольного изгнания в свой внутренний мир.
Важным поэтом-сюрреалистом был Шан Цинь, создавший мастерские деконструкции различных элементов тайваньского общества своего времени. Другой сюрреалист-экзистенциалист, Ло Фу (из «Бытия»), работавший военным корреспондентом под бомбардировками КНР, создал серию из 64 десятистрочников «Смерть в каменной хижине». Другой член «Бытия», Я Сянь, в своих произведениях рассматривает жизни людей, оказавшихся в неблагоприятных обстоятельствах волей судьбы, а также противоречивость городской жизни, зачастую абсурдной. Поэзия Чжэн Чоуюя и Чжоу Мэнде мастерски сочетает классические образы и выражения с современными. Среди молодых поэтов послевоенного времени выделяется Ян Му, ставший классиком не только на Тайване, но на во всём китайскоязычном пространстве.

### Проза в 1950—1960-е
В мире художественной прозы модернизм развивали многочисленные журналы и литературные приложения к газетам, прежде всего «Литературный журнал», основанный старшим братом критика Ся Чжицина — Ся Цзианем. Журнал печатал знаменитых западных реалистов и модернистов: Кафку, Достоевского, Хемингуэя, Фолкнера и многих других. Несколько учеников Ся Цзианя, преподававшего в Национальном университете, — Бай Сяньюн, Ван Вэньсин, Чэнь Жоси и Оуян Цзы — основали другой важный для литературной жизни страны журнал: «Современная литература». Бай Сяньюн стал одним из многих «полуэмигрантов»: в 1965 году он покинул Тайвань и живёт в США, но продолжает оказывать значительное влияние на тайваньскую литературу. Он прославился романами о превратностях судьбы и сложностях самоопределения для людей, оказавшихся вдали от дома. Другой «полуэмигрант» — Ван Вэньсин — получил известность за смелые эксперименты с литературной формой, языком и сюжетами.
Другие важные литературные журналы этого периода — Литературная звезда; Перо месяца, главный редактор Юй Тяньцун; Литературная пора; Чистая литература, главный редактор Линь Хайинь. Линь Хайинь не только была редактором нескольких газет, но и писала рассказы, в том числе автобиографические (Былые дни в южном предместье, по которому поставлен одноимённый фильм; Фитиль свечи). Как редактор, она смогла напечатать произведения многих писателей-ветеранов, в частности, «Ферму „Лишань“» Чжун Лихэ, а также организовала музей писателя; помимо этого, Линь Хайинь приняла к печати произведения нескольких начинающих писателей, позже получивших большую известность: Чжэн Цинвэня, Хуан Чунь-мина, трагика Чэнь Инчжэня, сатирика Ван Чжэньхэ и Ци Дэншэна. Последний опубликовал в 1967 году произведение «Любимые чёрные глаза», главный герой которого во время наводнения спасает незнакомую ему женщину, а не свою жену, из чувства отвращения к эгоизму окружающих. Хуан Чунь-мин стал известен за произведения о бедных («Дни, когда она смотрела на море», «Большая кукла сына» и одноимённый фильм), а также обсуждение положительных и отрицательных последствий модернизации и погони за западным образом жизни («Саёнара, или до свидания», Вкус яблок, «Утонул старый кот»). Другая писательница-редактор, Не Хуалин работала в журнале Свободный Китай и прославилась романом «Зелень шелковицы и персиковый цвет», критиковавшим не только КПК, но и Гоминьдан, за что его запрещала цензура. Как и Не, писательница Ли Ан исследовала женскую сексуальность в романе «Сезон цветения».

### Популярная литература

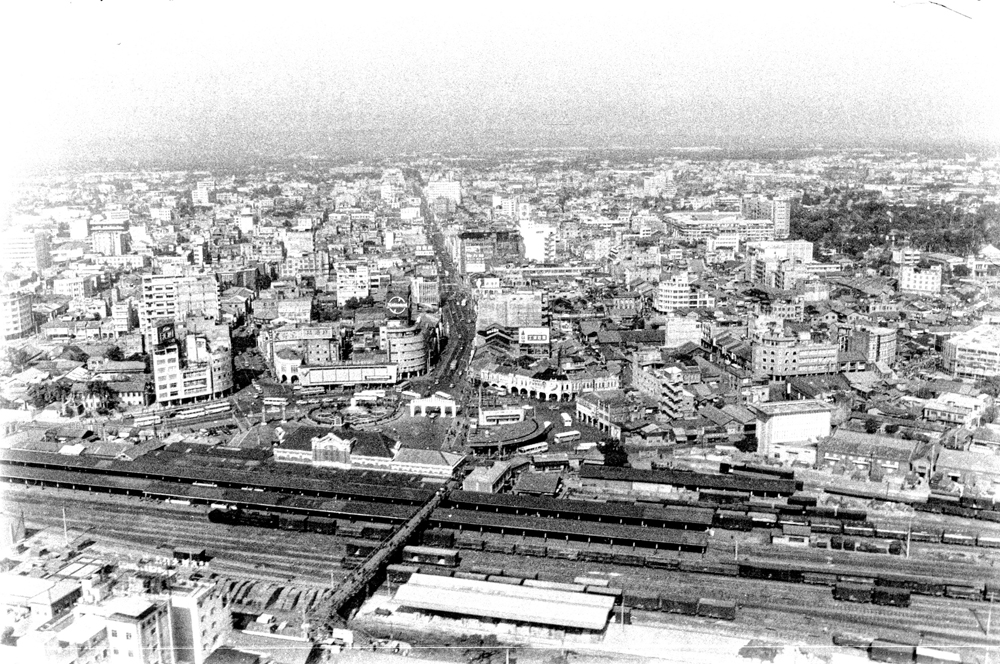
Центр Тайчжуна, 1965 год

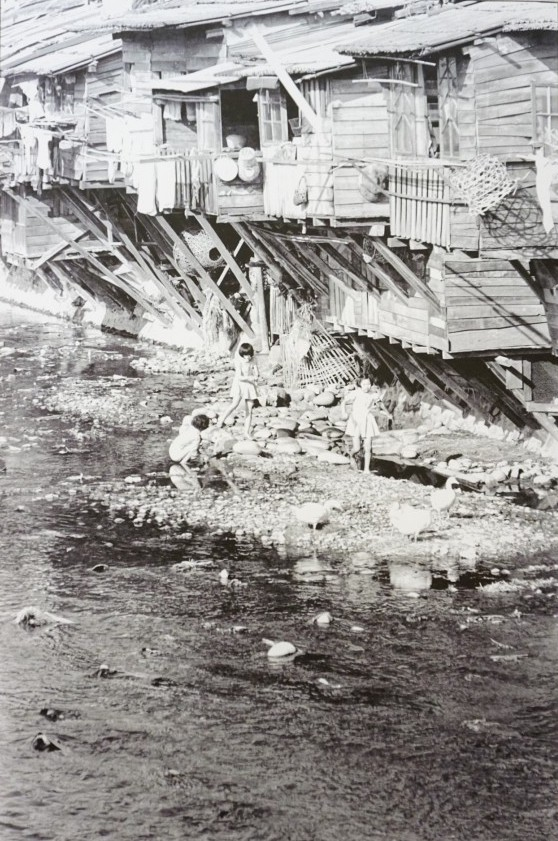
Дома в Тайчжуне на берегу канала Лючжуань, 1961 год

В отличие от авангардных журналов типа «Литературной звезды», популярные журналы печатали в основном романтическую публицистику и истории о боевых искусствах. Среди авторов первого жанра можно выделить Сыма Чжунюаня, Фэн Фэна, Хуа Янь и Цюн Яо; все они публиковались в журнале «Корона», основанном издателем Пин Синьтао. С 1963 по 1970 год Цюн Яо написала 15 романов и стала самой популярной писательницей Тайваня (а позднее в 1980—1990-х прославилась и в КНР), в 1970—1990-х годах опубликовала ещё 37 романов и создала собственную киностудию, на которой выходили фильмы по её произведениям. Другая известная писательница, Го Ляньхуэй, часто затрагивала темы отношений и секса, и одной из первых описала гомосексуальные отношения.
Наибольшей популярности в этот период также добилась Сань Мао, чья известность даже пересекла Тайваньский пролив в 1980-х годах. Её рассказы практически всегда ведутся от первого лица, совмещая биографический жанр и жанр травелога. Она, также как и Цюн Яо, обрела популярность благодаря публикациям в журнале «Корона».
Жанр уся оказался в неблагоприятном положении на материке, так как коммунистические власти считали его упадочным, однако на Тайване он продолжал развиваться. Титул «три мушкетёра» получила новая тройка писателей: Улун Шэн, Чжугэ Цинъюнь и Сыма Лин. Лю Цаньян прославился историями о наёмных убийцах с детализированным описанием жестокого насилия, Гу Лун — новаторскими работами с быстрым ритмом повествования, вдохновлёнными книгами Эйдзи Ёсикавы (в особенности Мусаси), Хуанчжулоучжу, Цзинь Юна и бондианой.
В послевоенные годы возник антагонизм между эмигрантами, бежавшими с материка после победы Коммунистической партии Китая, и китайцами, уже жившими на острове в колониальный период. «Местные» поэты из второй категории стали писать на литературном китайском языке, тесня недавних мигрантов, и несколько человек получили относительную известность: Линь Хэнтай, Чжань Бин, У Интао, Цзинь Лянь, Чжан Яньсюнь. В 1957 году появился первый почвеннический журнал Вэнью тунсюнь, основанный Чжун Чжаочжэном, затем в 1962 появился клуб поэзии «Виноградник», в 1964 году У Чжо-лю открыл издание «Тайваньская литература и искусство», а 12 поэтов (У Интао, Линь Хэнтай, Чжань Бин, Цзинь Лянь, Хуань Фу, Бай Цю, Чжао Тяньи, Сюэ Богу, Хуан Хэшэн, Ван Сяньян, Ду Гоцин и Гу Бэй) основали журнал «Бамбуковая хижина», в котором иногда использовался и тайваньский язык.
В ответ на Культурную революцию в КНР в 1966 году на Тайване началось «Движение китайского культурного возрождения», возглавляемое ведущими интеллектуалами и спонсированное правительством. Было открыто несколько журналов, в том числе «Возрождение» (основатель — Чжан Циюнь) и «Китайская литература и искусство» (основатели — Сыма Чжунъюань и Инь Сюэмань).

### Спор о современной поэзии
Начало 1970-х годов было сложным периодом для тайваньской национальной идентичности: ООН изгнала Тайвань из Совета Безопасности и признала КНР единственной легитимной владычицей всей территории Китая; Япония сперва начала территориальный спор с Тайванем, а затем разорвала дипломатические отношения с ним и установила их с КНР, а президент США Никсон совершил официальный визит в КНР. На этом фоне в литературе Тайваня возник так называемый «спор о современной поэзии»; в его основе лежит конфликт модернизма и почвенничества. Спор был начат двумя эссе в China Times: сингапурский профессор Джон Кван-Терри критически отозвался о вестернизации модернистской поэзии, а поэт и математик Тан Вэньбяо разругал нескольких модернистов.
Вскоре литературные журналы наводнили потоки критических текстов о модернистской поэзии, провозглашавшие необходимость вернуться к китайским корням и писать простым языком, и превозносившие реализм. Появилось множество поэтических обществ: одни подчёркивали преемственность китайской культуры на Тайване, другие же обращались к истории Тайваня как отдельной части синосферы. Примером общества первого типа был «Сириус», основанный Вэнь Жуанем и Фан Эчжэнем, которые позже создали также общество «Шэньчжоу»; в 1980-х тайваньские власти обвинили их в поддержке коммунизма и госизмене, и лишь заступничество Юй Гуанчжуна, Цзинь Юна и Гао Синьцзяна спасло их от расправы и позволило покинуть Тайвань. Поэтами второго типа были У Шэн (самое известное произведение — «Наброски из родных краёв», включающее несколько тайваньских слов) и Чжань Чаоли (прославился стихотворением «Земля, прошу, вставай и говори», в котором выступает за права фермеров).
Влияние спора о современной поэзии было заметно также и в музыке: в середине 1970-х возникло движение Университетских песен, участники которых делали переложения стихов современных поэтов: Сюй Чжимо, Юй Гуанчжуна, Чжэн Чоуюя, У Шэна и других.

### Движение «литература родных мест»
В конце 1970-х дебаты о модернизме и реализме окончились разгромной победой реалистов, сформировалось почвенническое движение Литература родных мест. В 1977 году Ван То опубликовал в журнале «Кактус» эссе «Реалистическая литература, а не литература родных мест», в котором высказывал уверенность в том, что писателям не следует чураться урбанистических сюжетов. Писатели Инь Чжэнсюн и Чжу Синин вступили с ним в полемику; историк Е Шитао во вступлении к своему тексту «История региональной тайваньской литературы», опубликованному в журнале «Летний прилив», постулировал, что литература Тайваня должна быть «тайванецентричной». Было проведено несколько конференций на тему «какой должна быть тайваньская литература», журналы публиковали полемику интеллектуалов, споривших об этом.
Среди молодых почвенников можно отметить писательницу Цзэн Синьи, Сун Цзэлая и У Цзиньфу, критиковавшего положение коренных тайваньцев.
Почвенники также были политически активны и требовали демократизации страны, продолжавшей оставаться под авторитарным правлением Гоминьдана, а также критиковавшими чрезмерную по их мнению экономическую и культурную зависимость от США. Одним из лозунгов почвенников и названием движения за демократию было «Без Партии» (кит. трад. 黨外, пиньинь dǎngwài). Был основан демократический журнал «Прекрасный остров», немедленно получивший широкую популярность. Редакция журнала организовала шествие на День прав человека 10 декабря, однако во время празднования началась стычка с полицией, и организаторы мероприятия получили тюремные сроки в суде (одним из адвокатов был Чэнь Шуйбянь).

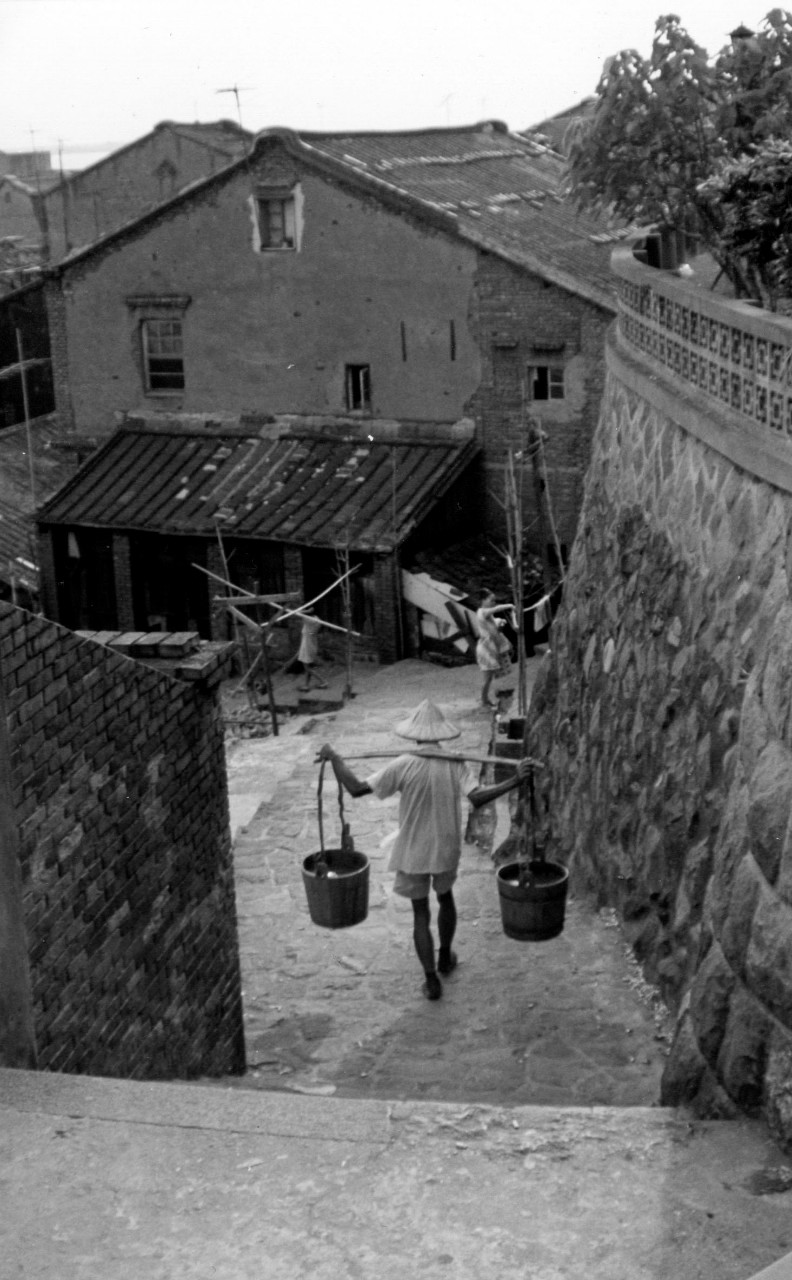
Даньшуй[англ.], район Синьбэя, ок. 1970 года
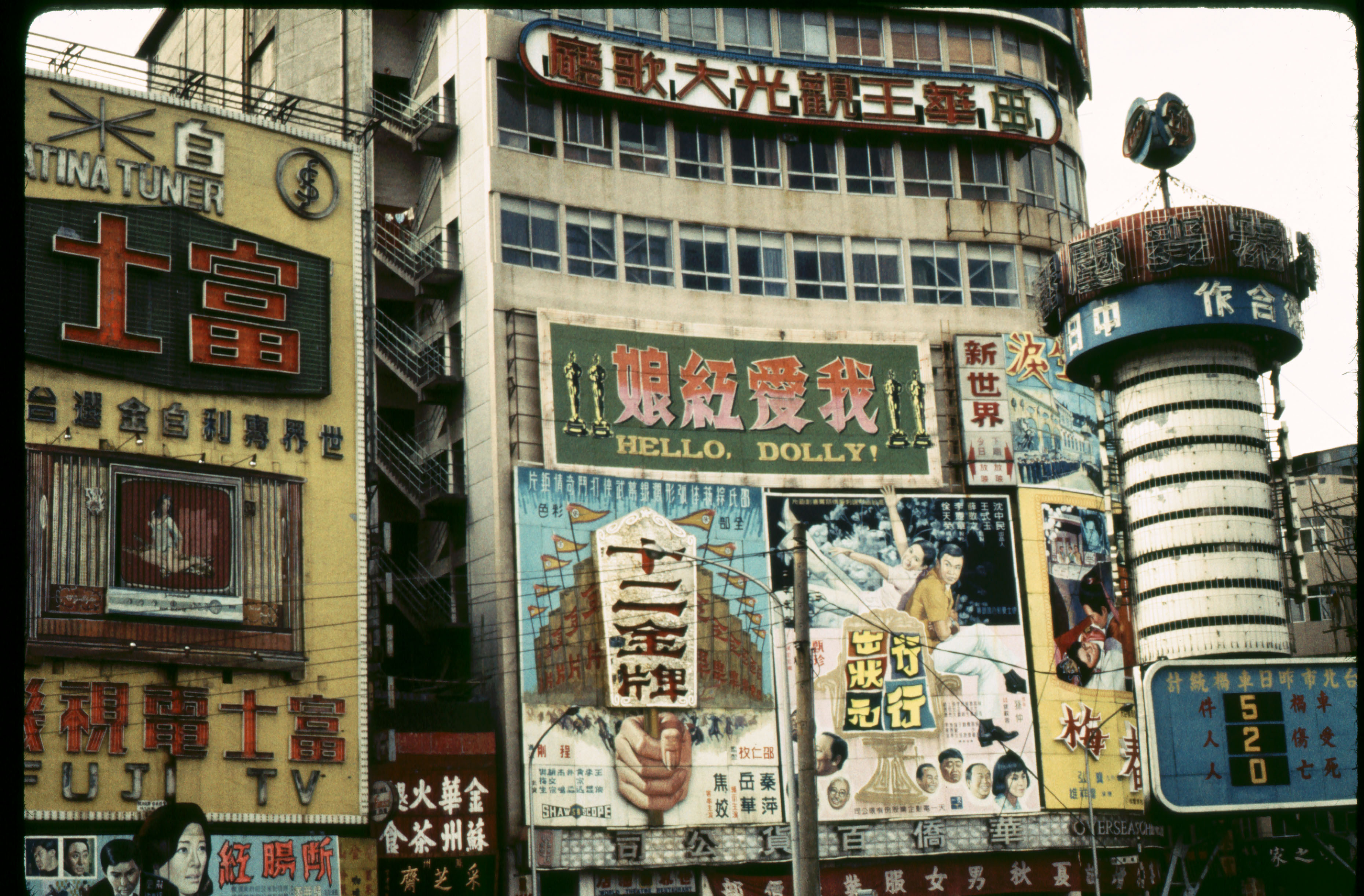
Рекламные вывески в Тайбэе, 1970 год
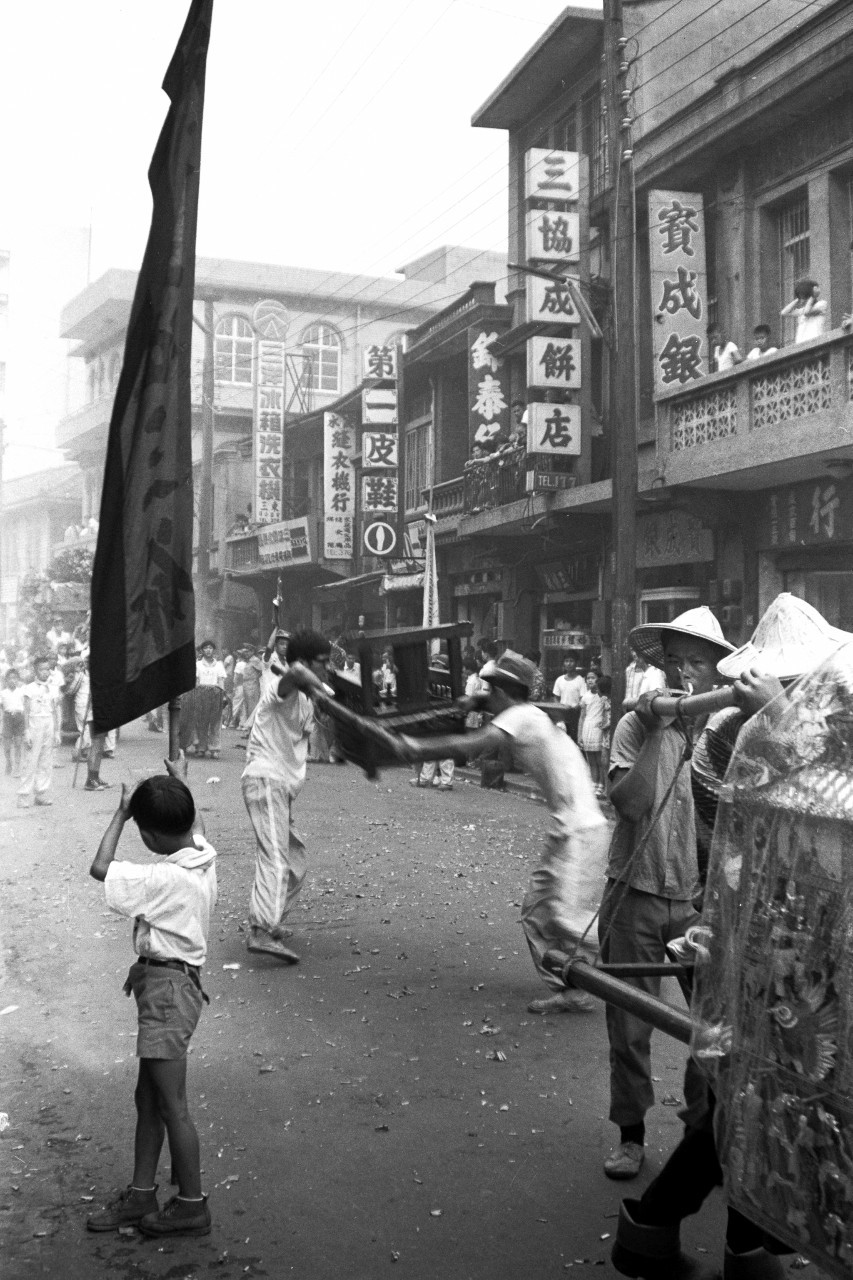
Праздник драконьих лодок, 1971

## Демократический Тайвань

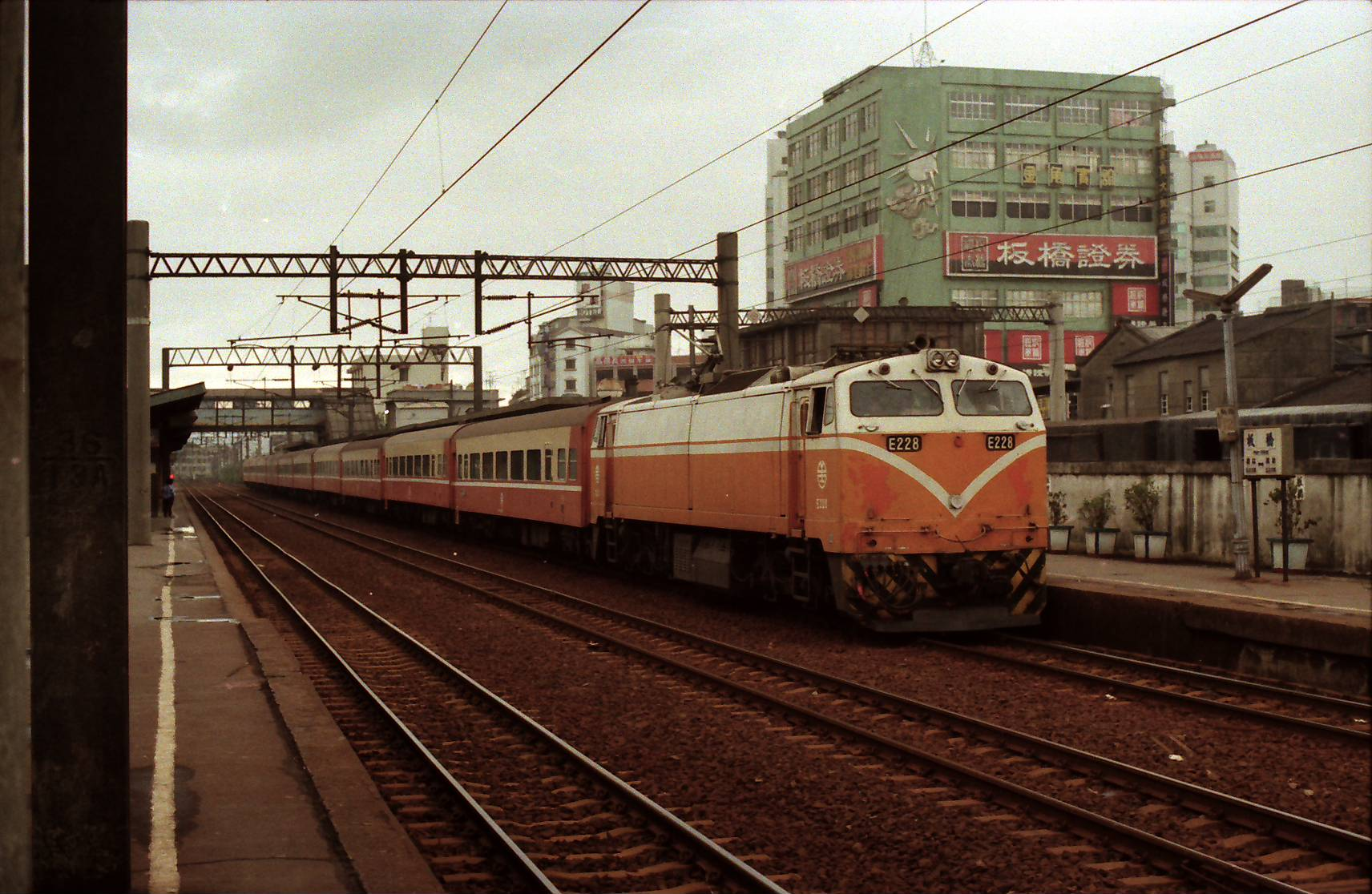
Вокзал в Синьбэе в 1989 году

### 1980-е
Движение за демократию становилось всё более популярным в народе. В 1986 году на собрании движения «Без Партии» была основана первая в стране оппозиционная политическая организация — Демократическая прогрессивная партия. Под давлением общественности в сентябре 1987 года было снято продолжавшееся 38 лет военное положение, тайваньцы смогли ездить на материк. Вскоре после этого на Тайване начался небывалый экономический рост, он стал одним из центров высокотехнологичного машиностроения и компьютерных технологий. Вместе с тем скоростная урбанизация и безответственное природопользование привели к росту социального напряжения на острове.
Вместе с военным положением были отменены и ограничения на тематику произведений искусства. Почвенники разделились на два лагеря: сторона, именовавшаяся «тайваньское сознание» и использовавшая зелёный цвет в качестве символа, утверждала, что Тайвань должен существовать как независимая нация и не стремиться к объединению; их оппоненты, «китайское сознание», использовавшие голубой цвет, заявляли, что Тайвань это часть Китая.
На фоне демократизации колониальная литература Тайваня вышла из тени, её стали переводить (с японского на китайский). Писатели начали осмыслять события белого террора, такие как расстрел демонстрации 28 февраля. На Тайване расцвёл экспериментальный театр, пьесы для которого создавали такие писатели и драматурги как Чжан Сяофэн, Ма Сэнь, Яо Ивэй и Цзинь Шицзе. На театральных подмостках поднимались вопросы экологического кризиса, обезлесения, коррупции и социального расслоения. Популярная литература бурно развивалась в 1980-х и 1990-х, многие газеты стали печатать литературные приложения и спонсировать различные писательские конкурсы.
В 1980-х годах появилось несколько новых поэтов, создававших политические произведения: Чэнь Фанмин, Сун Цзэлай, Ли Циньань, Ку Лин и Чжань Чаоли. В стихотворении Лю Кэсяна «Юные революционеры» автор рассуждает о цикличности истории Тайваня: поколения молодых идеалистов через время выбирают удобную аполитичную жизнь, после чего на смену им приходят новые революционеры.
Стали выходить и работы о жертвах японских войн: Хуань Фу опубликовал частично автобиографическое произведение «Почтовый голубь» о тайваньце, призванном в японскую армию, Ли Миньюн — стихотворение «Реликвия» о солдатской вдове, Бай Лин — «Говорите, женщины для утешения делали это добровольно», Дунфан Бай — рассказ «Волны моют песок», основанный на легенде о женщине-враче Цю Ясинь, а писательница Ши Шуцин посвятила своему родному Лугану две книги: «Путешествие по Лугану» и «Пыль на ветру».
Многие произведения 1980-х деконструировали патриотический нарратив; таковы работы Хуан Фаня и Чжан Дачуня. В книге «Памятник полководцу» Чжан Дачунь выписал эгоистичного патриархального генерала в отставке, живущего в богатстве и произносящего велеречивые монологи; его фигура позволяет автору приоткрыть завесу над тем, как конструируется патриотическая риторика, а также показать рукотворность истории. Другие авторы критикуют коррумпированность и меркантильность политиков: Сун Цзэлай («Руины Тайваня»), Линь Яодэ («Время дракона»), Чжан Дачунь («Семейство лжецов», «Полковнику никто не пишет» и «Последователи лгуна»), Хуан Фань («Биполярная страна» и «Университетские бандиты»).

### Произведения о белом терроре

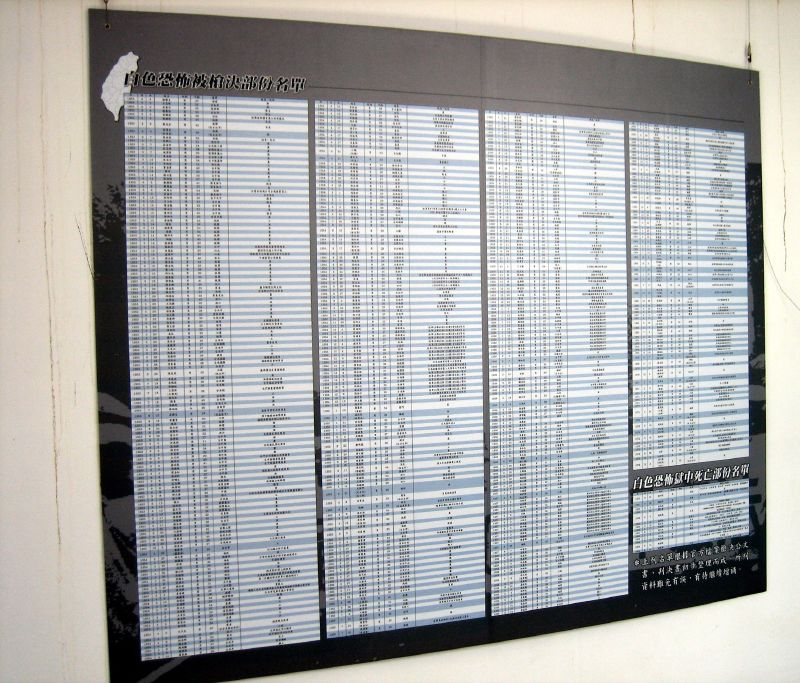
Список казнённых Гоминьданом в 1953—1975 годах

Писатель Ши Минчжэн, старший брат политика Ши Миндэ, исследовал в своих произведениях эпоху белого террора и всепоглощающее чувство вины, зачастую используя гротескные образы; таковы его работы «Жаждущий смерти» и «Пьющий мочу», в которой шпион, работавший на Гоминьдан, оказывается в тюрьме и начинает пить собственную мочу, утверждая, что это лекарство, в бесплодной попытке избавиться от чувства пожирающей его вины.
Его современник Го Сунфэнь, напротив, избегал гротеска. В произведении «Печать луны» Го Сунфэнь повествует о наивной, но мстительной женщине, которая ревнует мужа к друзьям с материка, проводящего всё больше времени вне дома, и доносит в полицию о том, что у него в сундуке хранятся запрещённые коммунистические книги. Мужа вместе с друзьями казнят, и безутешная женщина остаётся одна. Название книги отсылает к форме родимого пятна мужа главной героини, а она сама выписана воплощением Нюйвы, дающей жизнь лишь для того, чтобы забрать её назад.
Тему белого террора поднимает также Чэнь Инчжэнь в произведениях «Линьданхуа», «Горная дорога» и «Чжао Наньдун». В «Горной дороге» женщина по имени Цай Цяньхуэй сильно заболевает, утеряв волю к жизни. Она уже несколько десятилетий жила в семье своего суженного Ли Гокуня, казнённого за вовлечённость в левую политику, и всю жизнь тяжело работала, чтобы воспитать его младшего брата Гому и дать ему образование. Гому выясняет, что Цяньхуэй на самом деле была обручена с Хуаном, другом Гокуня, который сидит в тюрьме, также по политическому делу, потому что старший брат Цяньхуэй предал его и Гокуня. Гому находит письмо Хуану, в котором Цяньхуэй пишет, что не может больше жить, видя, что вырастила брата Гокуня апатичным человеком, предпочитающим личный комфорт политической сознательности.
Фильм «Город скорби» 1989 года, снятый по сценарию Чжу Тяньвэнь и У Няньчжэня получил множество наград за изображение исторической травмы и Инцидента 228.

### 1990—2000-е годы

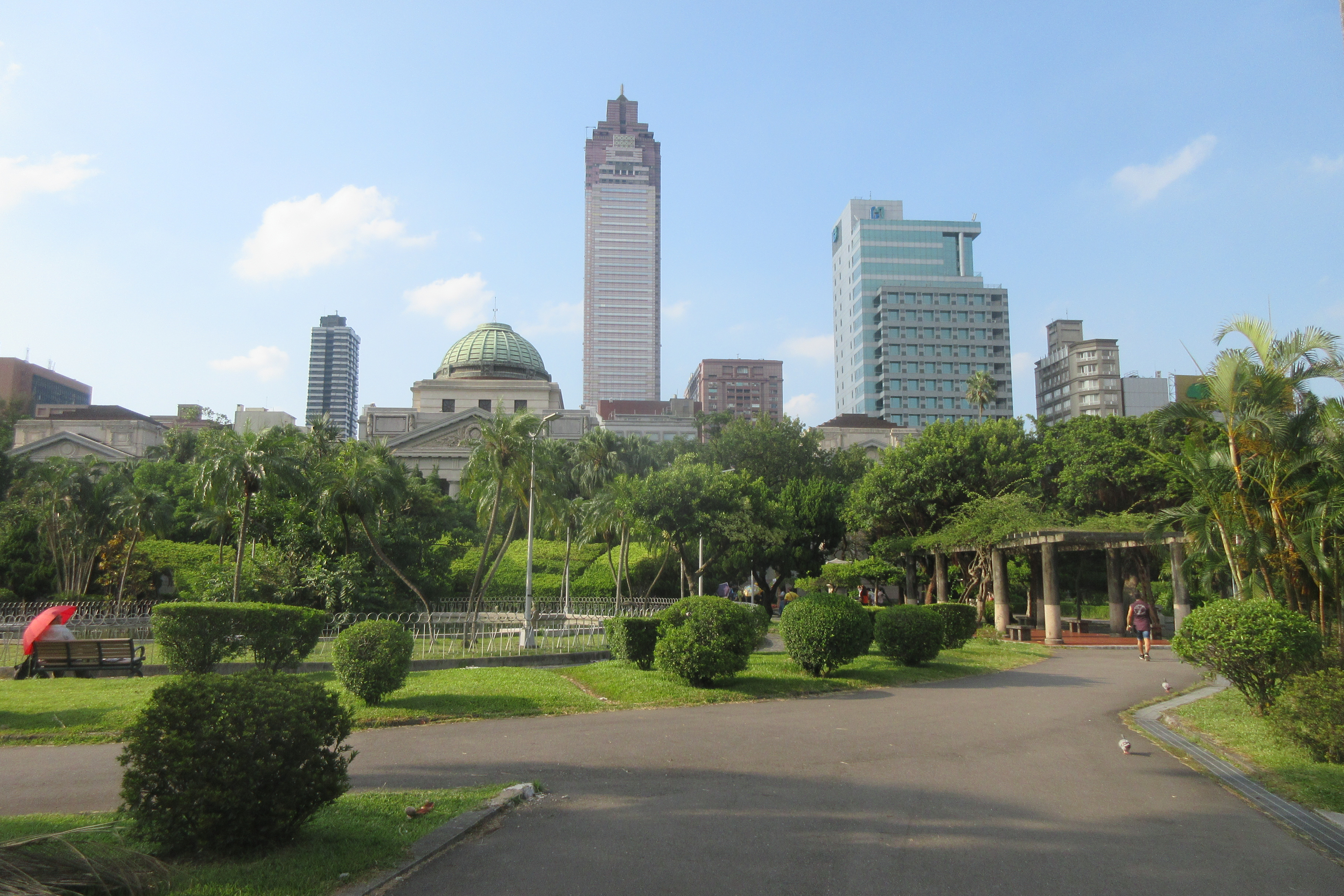
Национальный музей и мемориальный парк в честь Инцидента 228

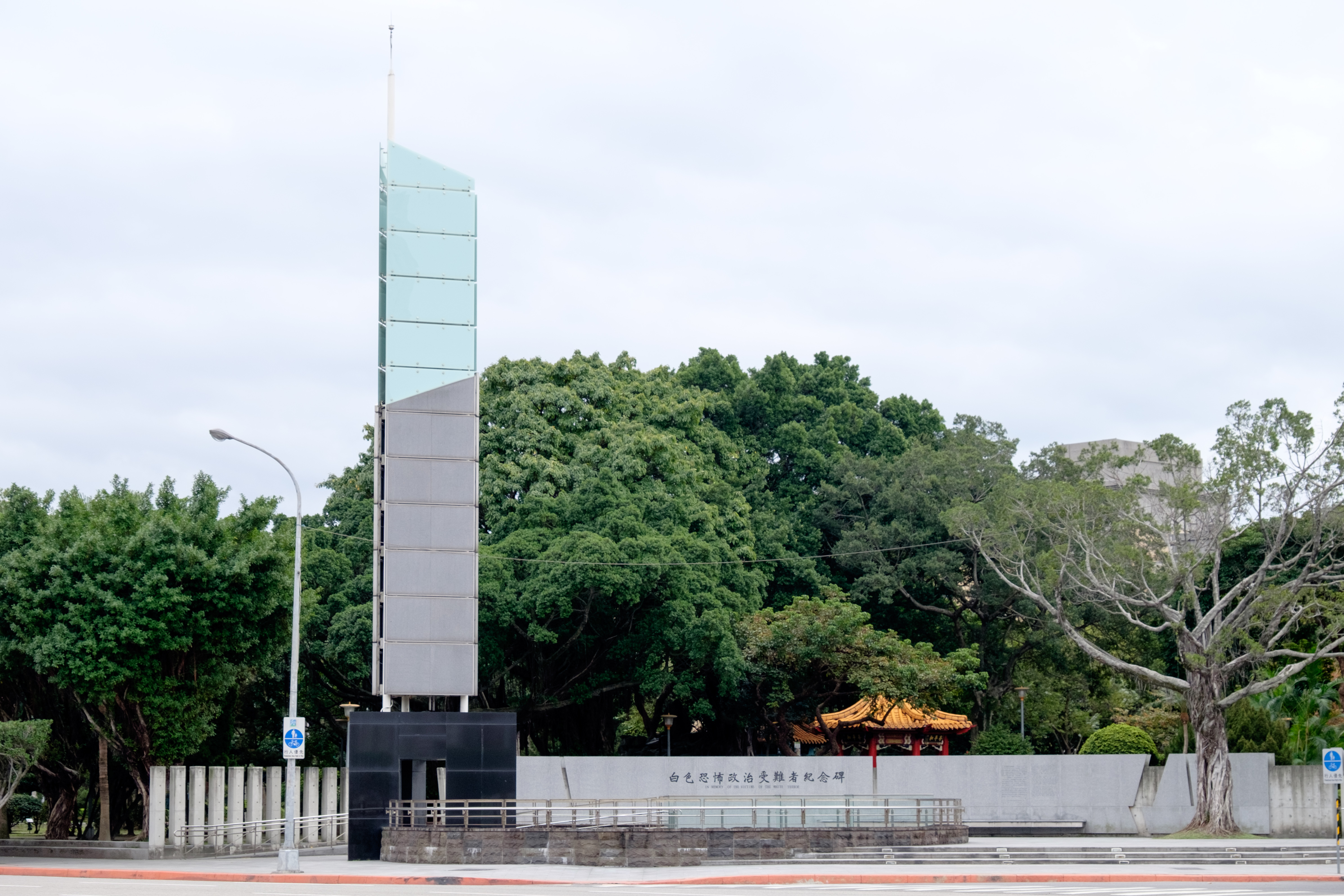
Памятник жертвам белого террора, установленный в парке Цзешоу в 2008 году

В 1988 году тайваньцы получили возможность путешествовать в КНР, и появилось множество литературных произведений, исследующих тему ностальгии и чувства дома. В романе Ли Юй «Сказки вэньчжоуской улицы» приведены зарисовки из жизни эмигрантов с материка в 1960-х годах, в произведениях таких писателей как Лю Дажэнь и Ли Ли, поэтов Ло Фу, Чэнь Ичжи, Чжан Мо говорится о том, как годы жизни вне родины изменили эмигрантов и не позволяют им вернуться к прежней жизни. Ностальгическую тему исследовали Чэнь Гуаньсюэ, Мэн Дунли, Ли Юнь, Сяо Лихун. Бок о бок с ними стояли писатели, осознававшие важность защиты экологической обстановки острова: Хун Сули, Синь Дай, Лай Чуньбяо, Чэнь Хуан, Чэнь Ле, Лю Кэсянь, Ляо Хунцзи. Описывая взаимоотношения природы и человека, самый известный из писателей своего поколения У Мин-и предлагает альтернативный взгляд на тайваньскую литературу и её мировоззрение, занимая самокритичную позицию, которую он сам называет слабым антропоцентризмом и которая указывает на экологическое время за пределами тоталитарной телеологии глобализации.
Основные темы тайваньской литературы 1990—2000-х годов — вопрос исторической памяти и жизнь в глобализованном обществе. Запрещённые Гоминьданом к исследованию страницы истории Тайваня начали осмысляться в художественной литературе: Чжэн Цинвэнь опубликовал сборник рассказов о тайваньцах во времена японской оккупации, «Трёхногая лошадь», Чжун Чжаочжэн — Трилогию о тайваньцах, Ли Цяо — «Трилогию зимней ночи».
Эмигрантским судьбам посвящены многие произведения писательницы Чжу Тяньсинь, она исследовала поселения-цзюаньсунь, ставшие своеобразными анклавами материковой культуры на Тайване, существование которых власти пытались замалчивать. Эту же тему поднимают Чжан Дачунь, Сунь Вэйман, Чжан Цицзян, Ай Я, Су Вэйчжэнь и другие авторы. Вопрос родины и корней беспокоил молодых писателей в связи с их желанием учиться и работать за границей; поиску «своего места» посвящены полуавтобиографический роман «Вчерашний гнев» Чжан Сиго, роман «Смерть на кукурузном поле» Пин Лу. С другой стороны, такие авторы как Ли Юнпин занимались деконструкцией идеи дома и традиционного Китая.
Крупные поэты этого периода — Ло Чжичэн, Линь Яодэ, Хуан Фань, Ло Цин; важнейшей среди них 1990—2000-х годов называют Ся Юй, часто пишущую стихи, высмеивающие патриархальность и традиционность китайской поэзии.
Развивается и театральное искусство: The Performance Workshop Стэна Лая поставил спектакль Тайная любовь в персиковом саду, получивший множество наград; эта постановка совмещает две пьесы: «Тайная любовь» — трагедию о разлучённых возлюбленных, — и комедию «Персиковый источник», которые труппы репетируют одновременно на одной сцене.

#### Литература этнолингвистических меньшинств

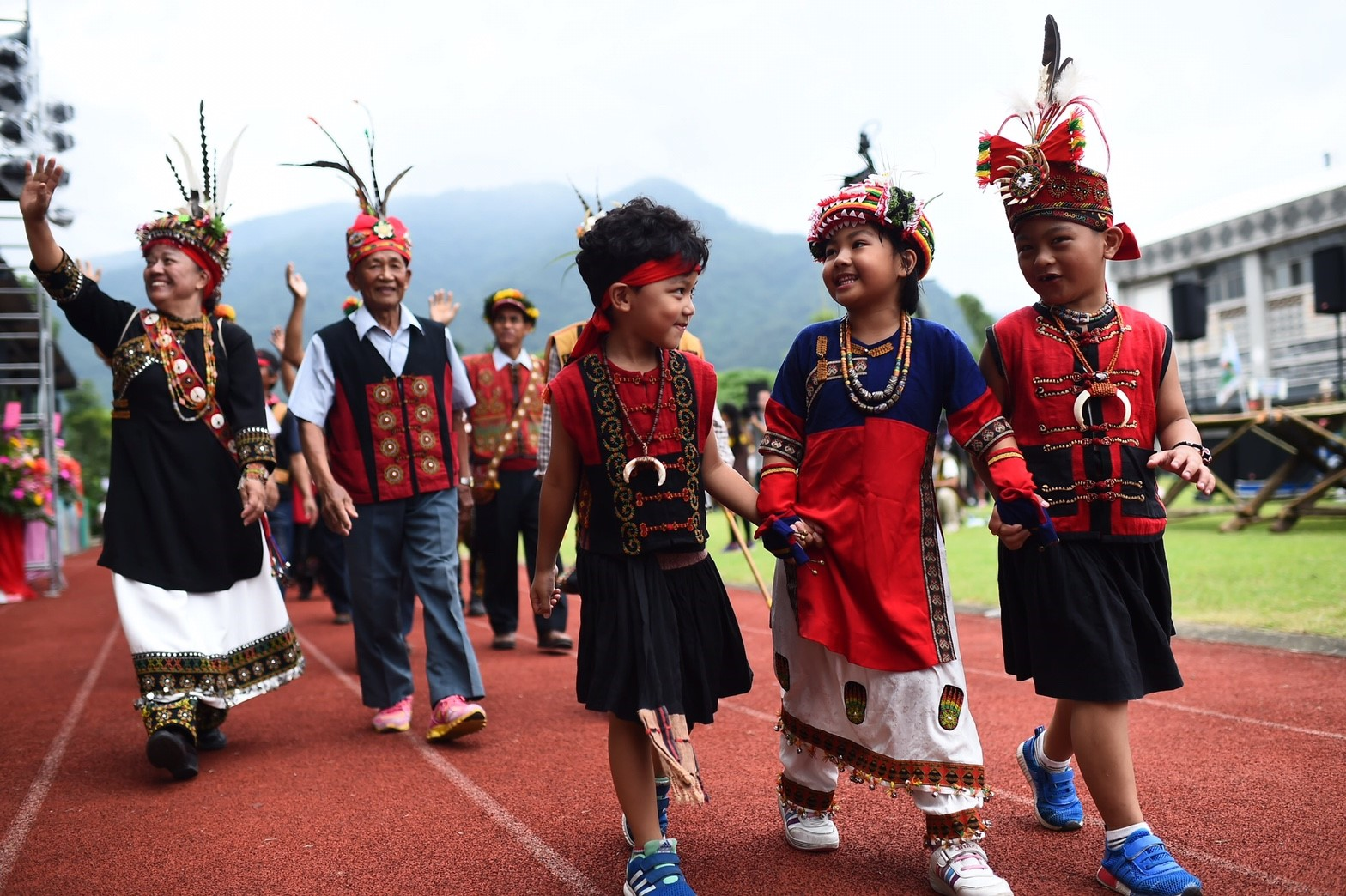
Праздник народов пайвань и рукаи, 2016 год

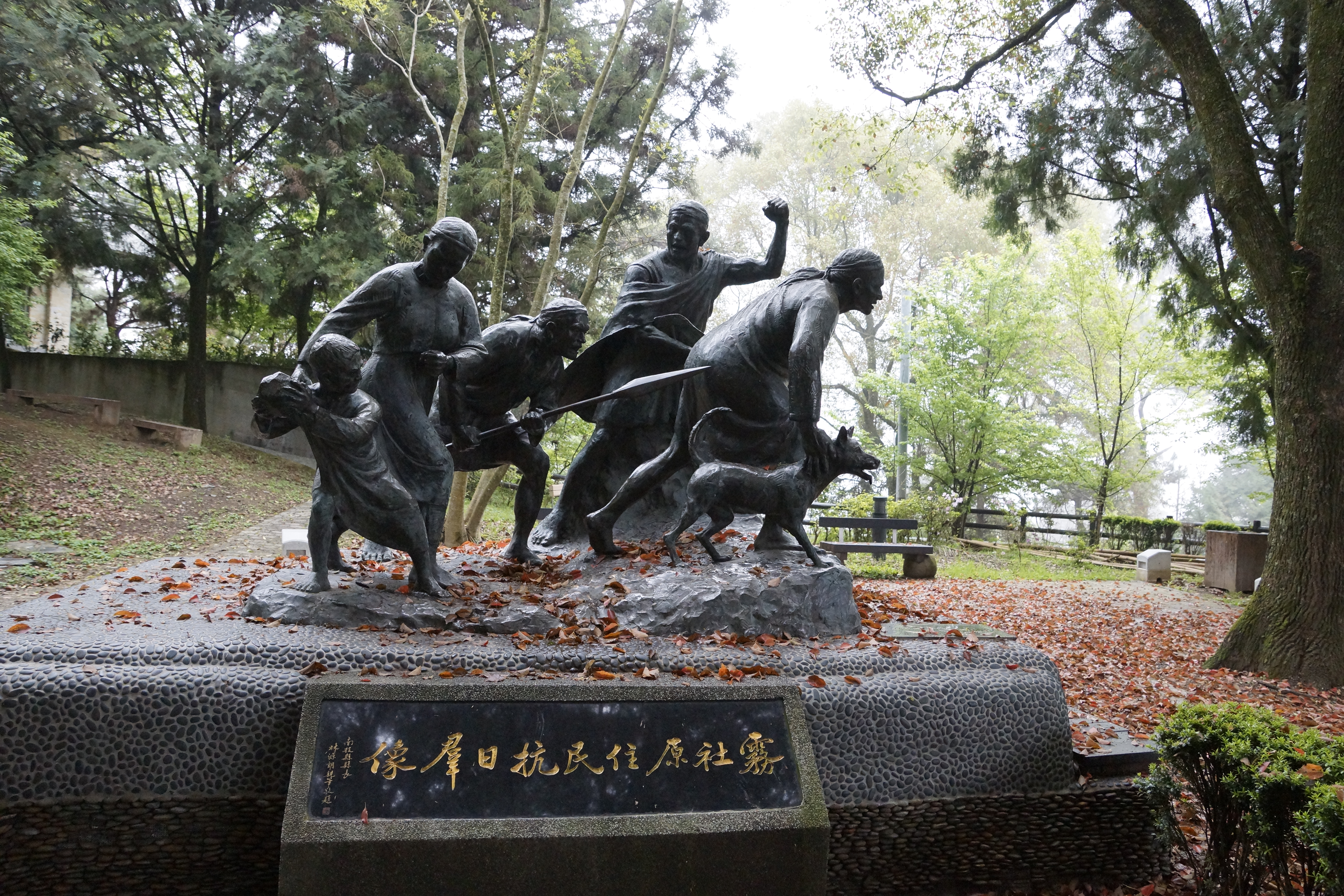
Памятник, посвящённый событиям в Ушэ

Крепнет литература на языках коренных тайваньцев. Первые писатели-аборигены стали появляться на острове уже в 1960-х (Кован Талалл), однако в конце 1980-х их присутствие сильно увеличилось. Появилась Ассоциация по правам коренных тайваньцев (1984), в том же году вышел специальный выпуск литературного журнала «Весенний ветерок» с поэзией аборигенов; литература коренных тайваньцев во многом представляет собой ответвление движения за свои права.
В 1990 году писатель-атаял Валис Нокан и писательница-пайванька Лиглав А-ву вместе с несколькими другими активистами создали журнал «Лежэнь вэньхуа», на базе которого спустя два года открылся исследовательский центр. В 1993 году политик Паэлабанг Данапан открыл журнал «Шаньхай вэньхуа». Римуи Аки, Тулбус Тамапима, Адав Палаф, Сьяман Рапонган, Бадай, Даделаван Ибау и Сакину получили широкую популярность. По оценке Вэй Ицзюня в 2007 году было около 100 коренных тайваньцев, опубликовавших хотя бы один текст.
Культура аборигенов с времён японского владычества встраивается в общую почвенническую дискуссию о том, в чём заключается уникальность Тайваня. Произведения коренных тайваньцев, с одной стороны, критически оценивают угнетение, которому её авторы подвергались со стороны тайваньских ханьцев и иностранных колонизаторов, а с другой — восхваляют природу, сообщества людей и языки коренных жителей острова. Вместе с тем, некоторые писатели-аборигены творят на китайском: У Хэ, принадлежащий к народу амис, создал свой знаменитый роман о Инциденте в Ушэ, кровавой расправе японцев над восставшими седиками, «На склоне лет», на литературном стандарте китайского языка. В 2003 году вышла семитомная Антология литературы коренных народов Тайваня на китайском языке. Для утверждения своей роли «другого» многие писатели-аборигены включают в китайский текст слова формозских языков, записанные латиницей. Для них также характерны автобиографический характер произведений, использование «я» в тексте, включение множества этнографических деталей; многие из их работ — эссе.
Помимо коренных тайваньцев при Гоминьдане дискриминации подвергались также хокло и хакка — две другие крупные этнические группы острова; им было запрещено пользоваться своими языками. Поэзия хокло на своём языке расцвела в 1990-е; известные поэты-хокло — Сян Ян и Лю Ханьсю; первая популярная писательница-хакка — Фангэ Дупань, за ней последовали Е Жисун, Цзэн Гуйхай, Ли Юйфан, Чэнь Нингуй, Хуан Хэнцю, Чжан Фанцзы и другие.

#### Гендер и сексуальность

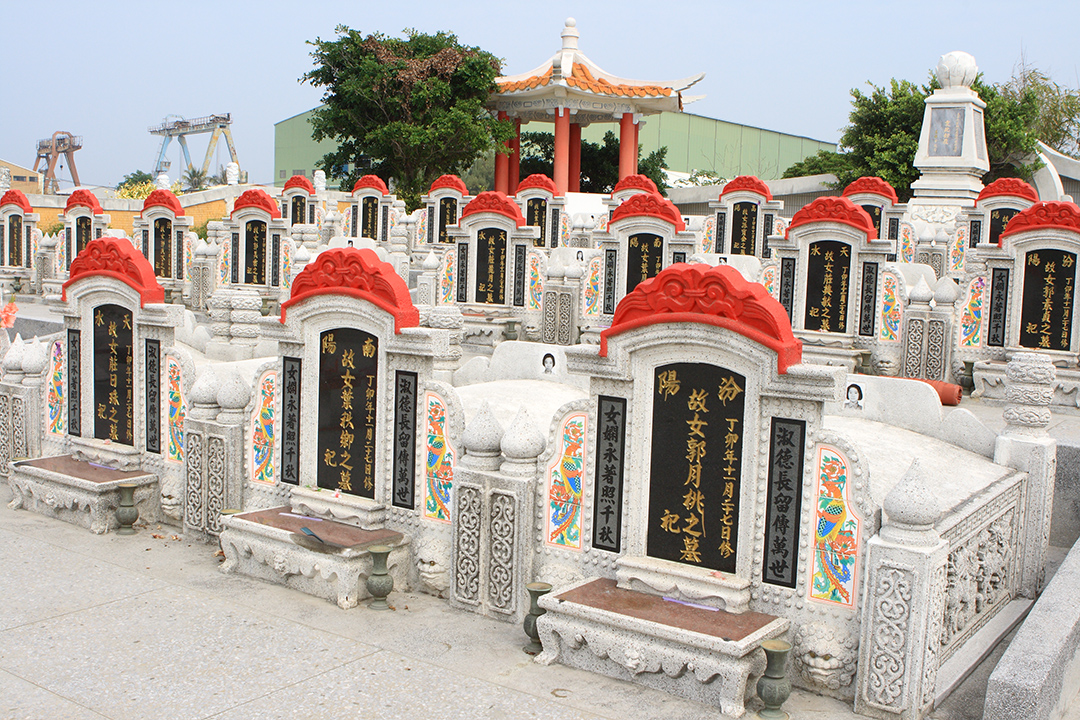
Могилы 25 работниц порта, утонувших в 1973 году

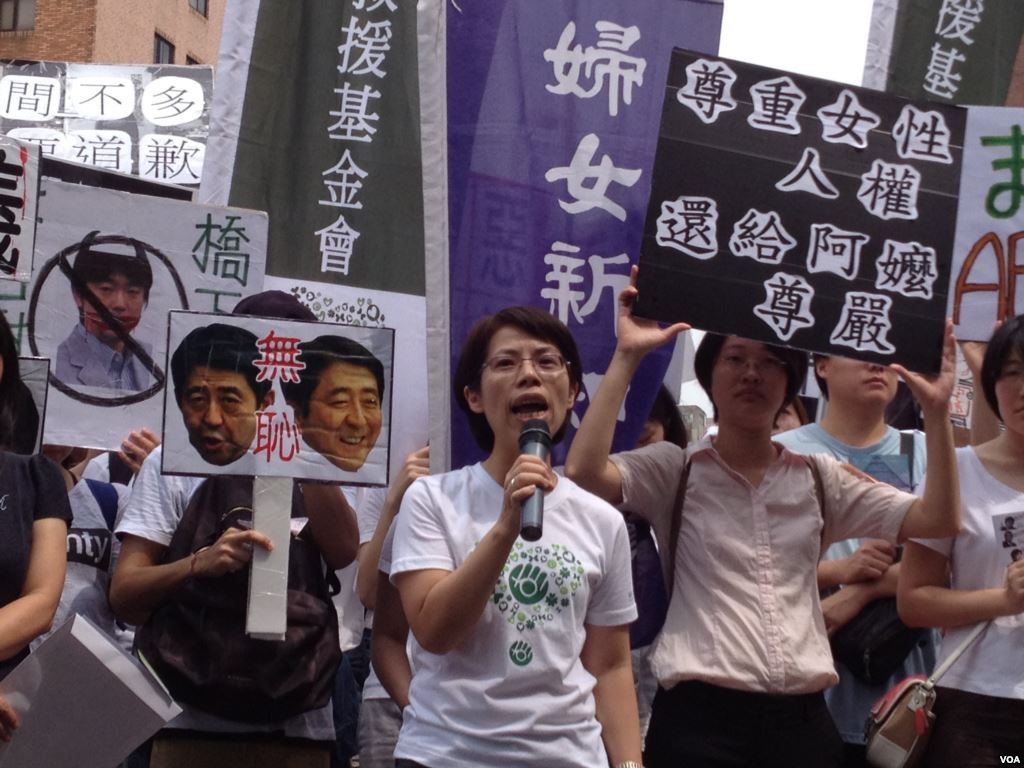
Демонстрация за права «женщин для утешения»

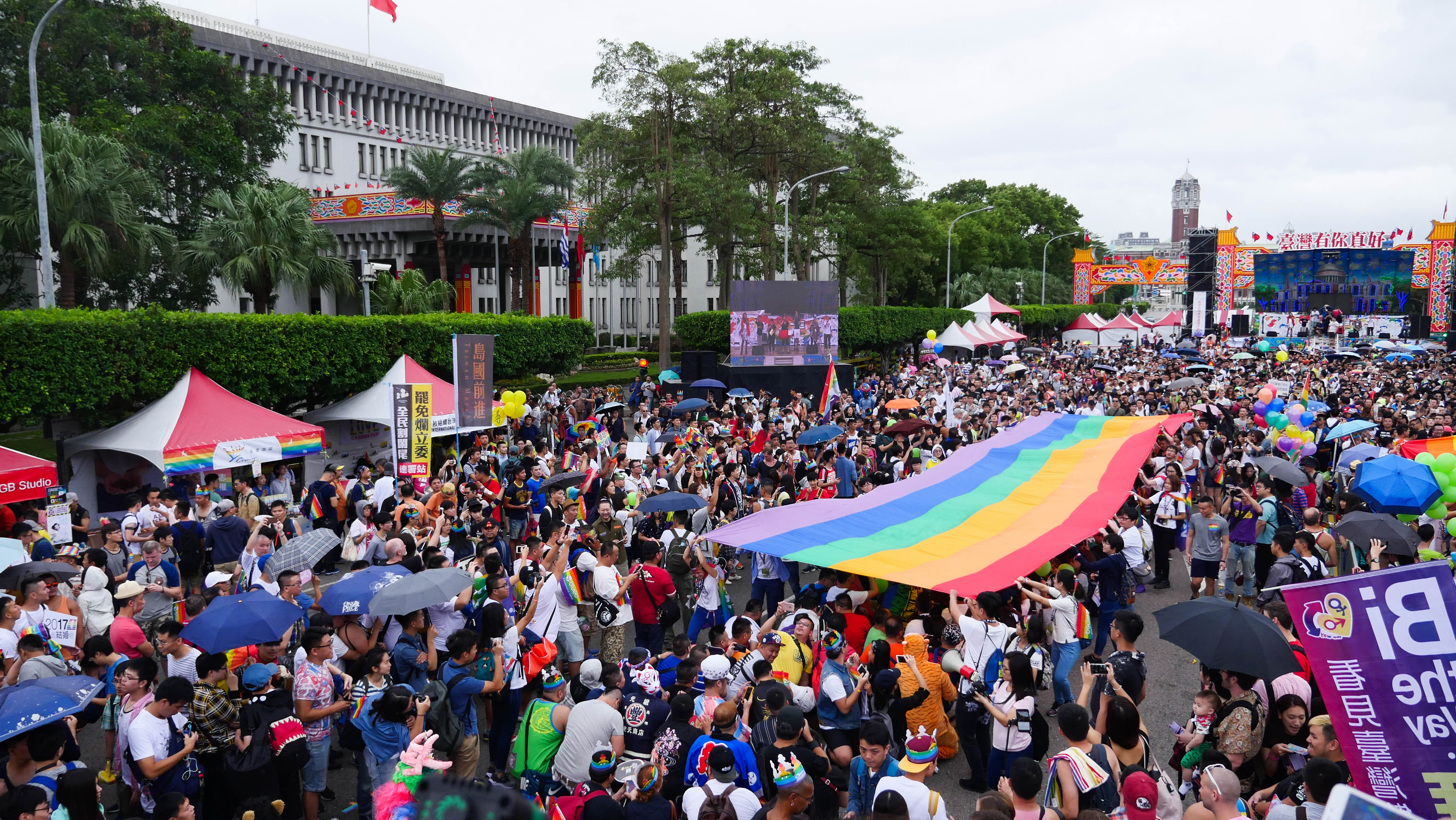
Прайд-парад 2016 года в Тайбэе

Идеи феминизма появились на Тайване в 1970-е годы благодаря таким учёным и активисткам как Анетт Люй, Бао Цзялинь, Ян Мэйхуэй и Ли Юаньчжэнь.
Широкое обсуждение вопросов прав женщин привело к появлению в 1980-х годах множества писательниц: Сяо Са писала о социальных проблемах, таких как подростковая бедность, проституция и беременности; Ляо Хуэйин в одноимённом произведении уподобила женскую долю судьбе рапсового семечка, вынужденного пускать корни там, куда оно упало; Су Вэйчжэнь написала несколько рассказов о любви, в которых повествование идёт от лица любовницы женатого мужчины. Юань Цюнцюн в произведении «Своё небо» описывает превращение скромной домохозяйки в современную женщину после развода, а в романе «Где было синее море, там тутовые рощи» — падение женщины после того, как она изменила мужу и ушла от него, оставив ему детей. Сборник рассказов Чжу Тяньвэнь «Великолепный закат эпохи» содержит 12 историй о жизни в современном Тайбэе, а произведения Ли Ан исследуют отношения секса и власти: в романе «Жена мясника» она проводит аналогию между забоем свиней и изнасилованием жены, причём в финале жертва сама зарезала мужа-насильника; ту же тему поднимают её работы «Тёмная ночь», «Лабиринт» и «Курильница похоти из Бэйгана». В 1988 году усилиями Цзян Вэньюй было образовано первое женское поэтическое общество, «Самки кита», в которое вступили ещё 11 поэтесс.
Важным произведением о гомосексуалах Тайваня был роман Бай Сяньюна Грешники 1983 года, за которым в 1990-х последовало множество произведений квир-литературы. Чэнь Кэхуа посвятил множество своих стихов гомосексуальной любви между мужчинами — как лирических, так и саркастичных; в жанре лесбийской литературы прославилась Цю Мяоцзинь, писавшая прозу о несчастливой любви.

#### Эссеистика
В 1980-х на Тайване расцвело искусство написания эссе. В этом жанре творили такие состоявшиеся писатели как Ци Цзюнь, Чжан Сюя, Юй Гуанчжун, Линь Вэньюэ, Ян Му, Чжан Сяофэн и Цзян Сюнь, а также их более молодые коллеги: А Шэн, Ляо Юйхуэй, Чэнь Синхуэй, Фан Цзы, Чжэн Баоцзюань, Цай Шипин и Цзянь Чжэнь. Среди молодых эссеистов следует отметить У Чжуняо, Чжун Ивэнь и Ян Цзясянь. Крупные авторы эссе на политические и культурные темы — Бо Ян, Ли Ао, Лун Интай и Ян Чжао.

#### 2000-е годы

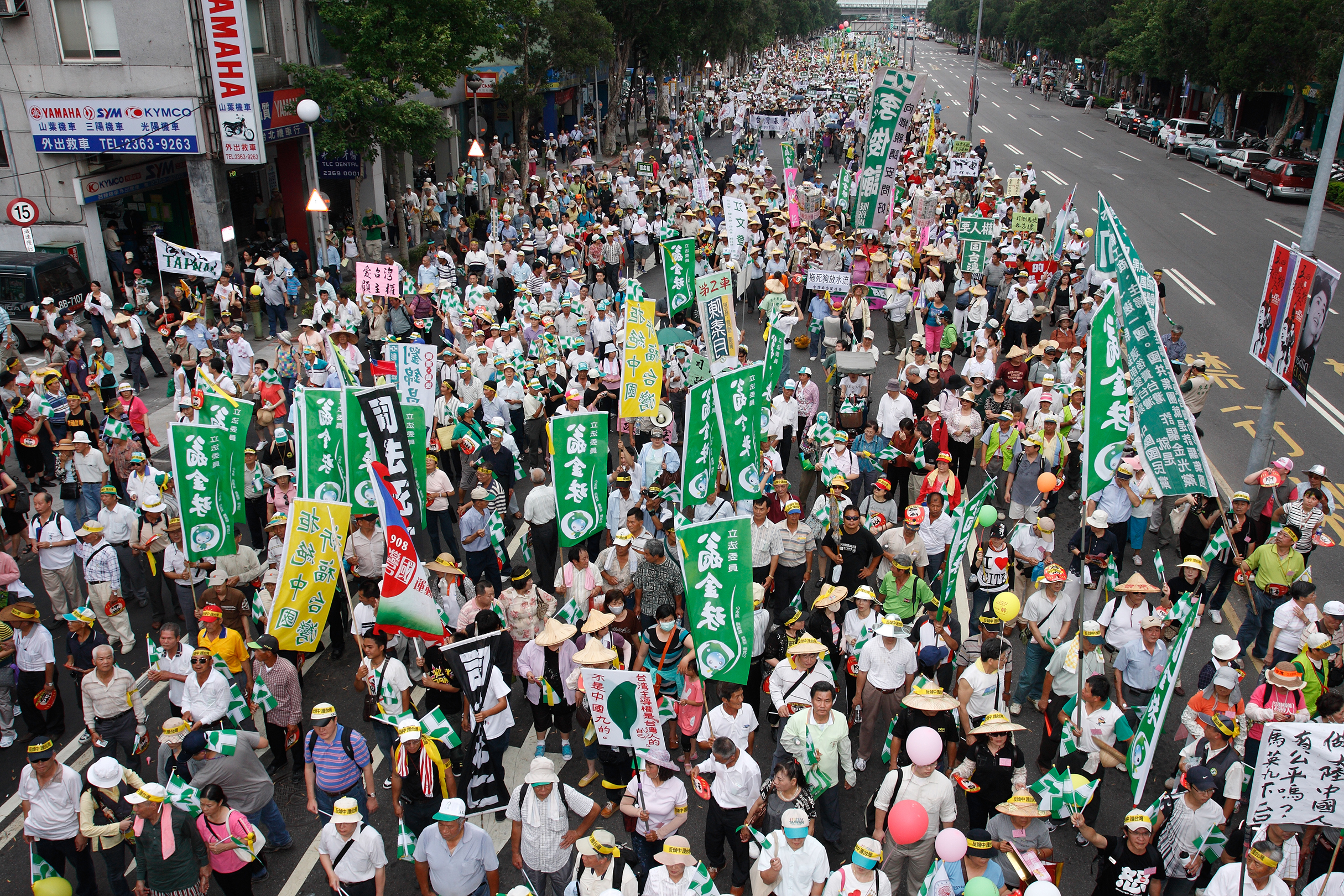
Протест ДПП против объединения с КНР

В 2000 году Демократическая прогрессивная партия (ДПП) выиграла президентские выборы, Чэнь Шуйбянь стал президентом Китайской республики. Он проводил политику «декитаизации», изменил школьную программу, подчёркивая там местные особенности Тайваня, ввёл преподавание тайваньского языка, провёл переименования улиц и достопримечательностей острова. Раскол, начавшийся в почвенническом движении, сохраняется и поныне: «коренные тайваньцы», то есть, китайцы, поселившиеся на острове во время японской оккупации (бэньшэнжэнь), противопоставляют себя «мигрантам» (вашэньжэнь), в том числе в политике. В 2003 году на юге Тайваня, в городе Тайнане, был открыт Государственный музей тайваньской литературы.
Нулевые стали кризисным временем для литературных изданий, продажи сильно упали ввиду жестокой конкуренции журналов как между собой, так и с новыми медиа — телевидением и интернетом. При этом этот период был плодотворным для писателей и особенно поэтов; появлась целая когорта молодых художников слова: Ян Цзэ, Чэнь Ли, Ло Чжичэн, Сян Ян, Ся Юй, Цзяо Тун, Лю Кэсян, Чэнь Кэхуа, Линь Яодэ, Хун Хун и Сюй Хуэйчжи.
Темы тайваньской литературы нулевых — самопознание, эскапизм, писательство как таковое.

### Комментарии
1. ↑  кит. трад. 臺灣文學, пиньинь táiwān wénxué
2. ↑  кит. трад. 文藝臺灣, пиньинь wényì táiwān
3. ↑  кит. 山茶花, пиньинь shāncháhuā
4. ↑  кит. трад. 厚生演剧研究会, пиньинь hòushēng yǎnjù yánjiūhuì
5. ↑  кит. трад. 臺灣三劍客, пиньинь táiwān sān jiànkè
6. ↑  кит. трад. 臺灣鄉土文學作家, пиньинь táiwān xiāngtǔ wénxué zuòjiā
7. ↑  кит. трад. 張彥勳
8. ↑  кит. трад. 朱實, пиньинь zhū shí
9. ↑  кит. трад. 許清世, пиньинь xǔ qīngshì, псевдоним — Сяосин (кит. трад. 曉星, пиньинь xiǎoxīng)
10. ↑  Журналу присвоили иероглифическое название кит. трад. 邊緣草, пиньинь biānyuáncǎo и японское чтение «Утигуса»
11. ↑  кит. трад. 潮流, пиньинь cháoliú
12. ↑   (яп. 医師の母 иси но хаха)
13. ↑   (яп. アジアの孤児 адзиа но кодзи)
14. ↑  кит. трад. 臺灣第一才子, пиньинь táiwān dìyī cáizǐ
15. ↑  кит. трад. 鹿窟山, пиньинь lùkūshān
16. ↑  кит. трад. 文化清潔運動, пиньинь wénhuà qīngjié yùndòng
17. ↑  кит. трад. 中國青年反共救國團
18. ↑  кит. трад. 中國文藝協會, пиньинь zhōngguó wényì xiéhuì
19. ↑  кит. трад. 荻村傳, пиньинь dícūnzhuàn
20. ↑  кит. трад. 蓮漪表妹, пиньинь liányī biǎomèi
21. ↑  кит. трад. 滾滾遼河, пиньинь gǔngǔn liáohé
22. ↑  кит. трад. 餘音, пиньинь yúyīn
23. ↑  кит. трад. 恩仇血淚記, пиньинь ēnchóu xuèlèi jì
24. ↑  кит. трад. 廖清秀, пиньинь liào qīngxiù
25. ↑  кит. трад. 旋風, пиньинь xuànfēng
26. ↑  кит. трад. 艾雯, пиньинь ài wén
27. ↑  кит. трад. 現代詩, пиньинь xiàndàishī
28. ↑  кит. трад. 現代派, пиньинь xiàndàipài
29. ↑  кит. трад. 夏菁, пиньинь xià jīng
30. ↑  кит. трад. 蓝星诗社, пиньинь lánxīng shīshè
31. ↑  кит. трад. 石室之死亡, пиньинь shíshì zhī sǐwáng
32. ↑  кит. трад. 文學雜誌, пиньинь wénxué zázhì
33. ↑  кит. трад. 純文學, пиньинь chún wénxué
34. ↑  кит. трад. 燭芯, пиньинь zhúxīn
35. ↑  кит. трад. 笠山農場, пиньинь lìshān nóngchǎng
36. ↑  кит. трад. 我愛黑眼珠, пиньинь wǒ ài hēi yǎnzhū
37. ↑  кит. трад. 看海的日子, пиньинь kànhǎi de rìzi
38. ↑  кит. трад. 児子的大玩偶, пиньинь érzi de dà wánǒu
39. ↑  кит. трад. 莎喲娜啦．再見, пиньинь shāyonàla zàijiàn
40. ↑  кит. трад. 溺死一隻老貓, пиньинь nìsǐ yīzhǐ lǎomāo
41. ↑  кит. трад. 桑青与桃红, пиньинь sāngqīng yǔ táohóng
42. ↑  кит. трад. 花季, пиньинь huājì
43. ↑  кит. трад. 皇冠雜誌社, пиньинь huángguān zázhìshè
44. ↑  кит. трад. 張彥勳, пиньинь zhāng yànxūn
45. ↑  кит. трад. 葡萄園詩刊, пиньинь pútaoyuán shīkān
46. ↑  кит. трад. 薛柏谷, пиньинь xuē bògǔ
47. ↑  кит. трад. 黃荷生, пиньинь huáng héshēng
48. ↑  кит. трад. 王憲陽, пиньинь wáng xiànyáng
49. ↑  кит. трад. 古貝, пиньинь gǔ bèi
50. ↑  кит. трад. 文藝復興月刊, пиньинь wényì fùxīng yuèkān
51. ↑  кит. трад. 中華文藝月刊, пиньинь zhōnghuá wényì yuèkān
52. ↑  кит. трад. 關傑明, пиньинь guān jiémíng
53. ↑  кит. трад. 天狼星詩社, пиньинь tiānlángxīng shīshè
54. ↑  кит. трад. 方娥真, пиньинь fāng ézhēn
55. ↑  кит. трад. 神州詩社, пиньинь shénzhōu shīshè
56. ↑  кит. трад. 吾鄉印象, пиньинь wúxiāng yìnxiàng
57. ↑  кит. трад. 土地，請站起來說話, пиньинь tǔdì, qĭng zhànqǐlái shuōhuà
58. ↑  кит. трад. 校園民歌運動, пиньинь xiàoyuán míngē yùndòng
59. ↑  кит. трад. 仙人掌雜誌, пиньинь xiānrénzhǎng zázhì
60. ↑  кит. трад. 是「現實主義」文學，不是「鄉土文學」, пиньинь shì xiànshí zhǔyì wénxué, bùshì xiāngtǔ wénxué
61. ↑  кит. трад. 台灣鄉土文學史, пиньинь táiwān xiāngtǔ wénxué shǐ
62. ↑  кит. трад. 夏潮, пиньинь xià cháo
63. ↑  кит. трад. 美麗島, пиньинь meǐ lì dǎo, отсылка к португальскому названию Тайваня
64. ↑  кит. трад. 革命青年, пиньинь gémìng qīngnián
65. ↑  кит. трад. 信鴿, пиньинь xìngē
66. ↑  кит. трад. 遺物, пиньинь yíwù , 1969
67. ↑  кит. трад. 聞慰安婦自願說, пиньинь wén wèi’ānfù zìyuàn shuō
68. ↑  кит. трад. 丘雅信, пиньинь qiū yǎxìn
69. ↑  кит. трад. 行过洛津, пиньинь hángguō luòjīn, 2003
70. ↑  кит. трад. 風前塵埃, пиньинь fēng qián chén’āi
71. ↑  кит. трад. 將軍碑, пиньинь jiāngjūn bēi
72. ↑  кит. трад. 廢墟台灣, пиньинь fèixū táiwān
73. ↑  кит. трад. 時間龍, пиньинь shíjiān lóng
74. ↑  кит. трад. 大說謊家, пиньинь dà shuōhuǎng jiā
75. ↑  кит. трад. 沒人寫信給上校, пиньинь méirén xiěxìn gěi shàngxiào
76. ↑  кит. трад. 撒謊的信徒, пиньинь sāhuǎng de xìntú
77. ↑  кит. трад. 躁鬱的國家, пиньинь zàoyù de guójiā
78. ↑  кит. трад. 大學之賊, пиньинь dàxué zhī zéi
79. ↑  кит. трад. 渴死者, пиньинь kěsǐzhě
80. ↑  кит. трад. 喝尿者, пиньинь hēniàozhě
81. ↑  кит. трад. 月印, пиньинь yuè yìn
82. ↑  кит. трад. 鈴璫花, пиньинь língdānghuā
83. ↑  кит. трад. 山路, пиньинь  shānlù
84. ↑  кит. трад. 趙南棟, пиньинь zhào nándòng
85. ↑  кит. трад. 溫州街的故事, пиньинь wēnzhōu jiē de gùshi
86. ↑  кит. трад. 栗照雄, пиньинь lì zhàoxióng
87. ↑  кит. трад. 洪素麗, пиньинь hóng sùlì
88. ↑  кит. трад. 賴春標, пиньинь lài chūnbiāo
89. ↑  кит. трад. 陳煌, пиньинь chén huáng
90. ↑  кит. трад. 三腳馬, пиньинь sānjiǎomǎ, 1979
91. ↑  кит. трад. 寒夜三部曲, пиньинь hányè sānbùqǔ
92. ↑  кит. трад. 孫瑋芒, пиньинь sūn wěimáng
93. ↑  кит. трад. 張啟疆, пиньинь zhāng qǐjiāng
94. ↑  кит. трад. 昨日之怒, пиньинь zuórì zhī nù
95. ↑  кит. трад. 玉米田之死, пиньинь yùmǐtián zhī sǐ
96. ↑  пайв.: Kowan Talall; кит. трад. 陳英雄, пиньинь chén yīngxióng
97. ↑  кит. 春風
98. ↑  кит. трад. 獵人文化, пиньинь lièrén wénhuà, букв. «Культура охотников»
99. ↑  кит. трад. 山海文化, пиньинь shānhǎi wénhuà, букв. «Литература захолустья»
100. ↑  писательница из народа атаял; атаял: Rimui Aki, кит. трад. 里慕伊．阿紀
101. ↑  писатель из народа бунун; бунун: Tulbus Tamapima, кит. трад. 拓拔斯·塔瑪匹瑪
102. ↑  поэт из народа амис; амис: Adaw Palaf, кит. трад. 阿道·巴辣夫
103. ↑  писательница из народа пайвань; Dadelavan Ibau, кит. трад. 達德拉瓦．伊苞
104. ↑  кит. трад. 魏貽君, пиньинь wèi yíjūn
105. ↑  кит. трад. 葉日崧, пиньинь yè rìsōng
106. ↑  кит. трад. 陳寧貴, пиньинь chén níngguì
107. ↑  кит. трад. 張芳賜, пиньинь zhāng fāngcì
108. ↑  кит. трад. 鮑家麟, пиньинь bào jiālín
109. ↑  кит. трад. 油麻菜籽, пиньинь yóumá càizǐ
110. ↑  кит. трад. 自己的天空, пиньинь zìjǐ de tiānkōng
111. ↑  кит. трад. 滄桑, пиньинь cāngsāng
112. ↑  кит. трад. 世紀末的華麗, пиньинь shìjìmò de huálì
113. ↑  кит. трад. 殺夫：鹿城故事, пиньинь shā fū
114. ↑  кит. трад. 暗夜, пиньинь ànyè
115. ↑  кит. трад. 迷園, пиньинь míyuán
116. ↑  кит. трад. 北港香爐人人插, пиньинь běigǎng xiānglú rénrén chā
117. ↑  кит. трад. 江文瑜, пиньинь jiāng wényú
118. ↑  кит. трад. 女鯨詩社, пиньинь nǚjīng shīshè
119. ↑  кит. трад. 外省人, пиньинь wàishěngrén
120. ↑  кит. трад. 杨泽, пиньинь yáng zé
121. ↑  кит. трад. 陳黎, пиньинь chén lí

### Сноски
1. 1 2 3 4 5 6 7 8 9  Martin, 2009, p. 969.
2. ↑  Wang, 2007, p. 40.
3. ↑  Martin, 2009, p. 968.
4. 1 2 3  Wang, 2007, p. 15.
5. ↑  Wang, 2007, p. 21.
6. ↑  Yeh, 2010, p. 595—596.
7. 1 2 3 4  Yeh, 2010, p. 596.
8. ↑  Wang, 2007, p. 30.
9. ↑  Yeh, 2010, p. 582—583.
10. ↑  Yeh, 2010, p. 584.
11. ↑  Wang, 2007, p. 33.
12. ↑  Yeh, 2010, p. 597—598.
13. ↑  阮美慧 銀鈴會 Архивная копия от 22 октября 2017 на Wayback Machine. Encyclopedia of Taiwan, 1998
14. 1 2 3  Yeh, 2010, p. 598.
15. ↑  Yeh, 2010, p. 598, 612.
16. 1 2 3  Yeh, 2010, p. 613.
17. ↑  Yeh, 2010, p. 597.
18. ↑  Wang, 2007, p. 32.
19. ↑  Wang, 2007, p. 18.
20. 1 2  Wang, 2007, p. 19.
21. ↑  Yeh, 2010, p. 598, 615.
22. 1 2 3  Yeh, 2010, p. 615.
23. ↑  Wang, 2007, p. 31.
24. 1 2 3 4 5 6  Yeh, 2010, p. 614.
25. ↑  Yeh, 2010, p. 615—616.
26. 1 2 3  Yeh, 2010, p. 616.
27. 1 2 3  Yeh, 2010, p. 617.
28. 1 2  Yeh, 2010, p. 618.
29. ↑  Yeh, 2010, p. 618—619.
30. 1 2  Yeh, 2010, p. 619.
31. ↑  Wang, 2007, p. 35.
32. ↑  Wang, 2007, p. 36.
33. ↑  Wang, 2007, p. 37.
34. 1 2 3  Yeh, 2010, p. 620.
35. ↑  Yeh, 2010, p. 621.
36. 1 2 3  Yeh, 2010, p. 622.
37. 1 2  Yeh, 2010, p. 623.
38. 1 2 3  Yeh, 2010, p. 624.
39. ↑  Yeh, 2010, p. 625.
40. ↑  Yeh, 2010, p. 625—626.
41. ↑  Yeh, 2010, p. 627—628.
42. 1 2 3  Yeh, 2010, p. 628.
43. ↑  Yeh, 2010, p. 628—629.
44. 1 2 3 4 5 6 7  Yeh, 2010, p. 629.
45. ↑  Mostow, 2003, p. 517.
46. 1 2 3 4  Yeh, 2010, p. 630.
47. 1 2 3  Yeh, 2010, p. 631.
48. 1 2 3  Yeh, 2010, p. 632.
49. 1 2 3 4  Yeh, 2010, p. 633.
50. 1 2  Yeh, 2010, p. 634.
51. 1 2 3 4 5  Yeh, 2010, p. 674.
52. 1 2  Wang, 2007, p. 16.
53. 1 2 3 4  Yeh, 2010, p. 675.
54. 1 2 3  Yeh, 2010, p. 676.
55. 1 2 3  Yeh, 2010, p. 677.
56. 1 2 3 4  Yeh, 2010, p. 680.
57. ↑  Yeh, 2010, p. 680—681.
58. ↑  Yeh, 2010, p. 678—679.
59. 1 2 3 4 5  Yeh, 2010, p. 681.
60. 1 2  Yeh, 2010, p. 679.
61. 1 2 3 4 5  Yeh, 2010, p. 682.
62. ↑  Yeh, 2010, p. 682—683.
63. 1 2  Yeh, 2010, p. 683.
64. ↑  Dingru Huang. Compound Eyes and Limited Visions:Wu Ming-Yi’s “Weak Anthropocentric” Gaze for World Literature (англ.) // Ex-position, Issue No. 41, June 2019 | National Taiwan University : журнал. — 2019. — Июль (№ 41). — С. 53—70. Архивировано 29 января 2023 года.
65. 1 2 3  Yeh, 2010, p. 678.
66. ↑  Yeh, 2010, p. 683—684.
67. 1 2 3 4  Yeh, 2010, p. 685.
68. ↑  Kuei, 2009, p. 1073.
69. ↑  Kuei, 2009, p. 1072.
70. ↑  Kuei, 2009, p. 1071.
71. 1 2 3 4 5 6  Yeh, 2010, p. 686.
72. ↑  Kuei, 2009, p. 1074.
73. ↑  Kuei, 2009, p. 1073—1074.
74. 1 2  Yeh, 2010, p. 687.
75. ↑  Yeh, 2010, p. 687—688.
76. 1 2 3  Yeh, 2010, p. 688.
77. 1 2 3  Yeh, 2010, p. 689.
78. ↑  Yeh, 2010, p. 675—676.
79. ↑  Yeh, 2010, p. 677—678.
80. ↑  Yeh, 2010, p. 689—690.